# ポケモンの一覧 (906-)
ポケモンの一覧（ポケモンのいちらん）は、ゲームソフト『ポケットモンスターシリーズ』に登場する架空の生物「ポケットモンスター（ポケモン）」の一覧。本項では全1025種のうち、『ポケットモンスター スカーレット・バイオレット』及びダウンロードコンテンツ『ゼロの秘宝』から登場し、シリーズ共通の全国ポケモン図鑑において906以降の番号を付与されている種を掲載する。

## ニャオハ
| 分類: くさねこポケモン | タイプ: くさ               | 高さ: 0.4m   | 重さ: 4.1kg        |
| 特性: しんりょく       | かくれ特性: へんげんじざい | 進化前: なし | 進化後: ニャローテ |

最初にもらえる三匹のポケモンの一匹。緑色の猫のようなポケモン。性格はネコのそのものであり甘えん坊な気まぐれやで、トレーナーが他のポケモンを可愛がると拗ねてしまう。前足から甘い香りを放って周囲を魅了させるのが得意。この香りは、日光に当たるとさらに強まり、アロマセラピー効果を持っていて相手の戦意を喪失させる。体毛は植物に近く、日光を吸収してエネルギーを作る。毛づくろいで体毛に水分を与え、光合成をしやすくしている。
トレーナーでは主人公が最初にホゲータを選んだ場合はチャンピオンランクのネモが手に入れそのまま使用し、クワッスを選んだ場合はアカデミー校長のクラベルが手に入れる。また、ハッコウシティの電光掲示板にも映る。
テレビアニメ版では第7シリーズ（『新無印編』）では第133話のおまけコーナー「愛と真実の悪を貫くロケット探検団」で初登場。ロケット団がゲットしようとするも、甘い香りに気を取られ逃げられてしまった。
テレビアニメ第8シリーズ（『リコとロイの旅シリーズ』）では主人公の一人であるリコ（声 - 鈴木みのり）の最初のパートナーとして第1話から登場。セキエイ学園に入学した際に貰ったポケモンであり、当初はリコが引っ込み思案なこともあり懐いていなかったが、第3話で絆を深めていった。きまぐれな性格だが、リコが自分に嘘をついていたことを見抜くなど洞察力が高い。現在はマスカーニャまで進化している。使用する技は「このは」（第40話まで）→「マジカルリーフ」（第40話で習得）、「ひっかく」、「でんこうせっか」（第7話で習得）。特性は「しんりょく」。性別はメス。声優は第7シリーズまでロケット団のムサシを担当した林原めぐみ。また、別個体が第16話ではゲームと同様にハッコウシティの電光掲示板に映る形で登場。
2024年3月15日から「リコのニャオハ」としてゲームに配信された。性別は♀で、技は「ひっかく」と「このは」。パートナーリボンを所持している個体である。
ゲーム『スカーレット・バイオレット』のストーリーの前日譚を描いたWEBアニメ『放課後のブレス』では第2話の回想にてオレンジアカデミーの生徒であるアリキス（声 - 寿美菜子）のパートナーであるマスカーニャの進化前の姿として登場。声優は真堂圭。
『ちゃお』で連載のテレビアニメ第8シリーズを基にした漫画『ポケットモンスター 〜リコの宝物〜』および『ポケットモンスター 〜よりみちぼるてっかーず!!〜』ではアニメと同様に主人公の一人であるリコのパートナーとして登場。
漫画版『ポケットモンスターSPECIAL』の16章（スカーレット・バイオレット編）では、女主人公のスカーレット・コイトのパートナー兼主力として第6話から登場。このニャオハはスカーレットがクラベルから貰った個体であり、男主人公のバイオレット・ラングのホゲータ、ネモのクワッスとは同郷でグレープアカデミーの校長室出身である。

## ニャローテ
| 分類: くさねこポケモン | タイプ: くさ               | 高さ: 0.9m       | 重さ: 12.2kg         |
| 特性: しんりょく       | かくれ特性: へんげんじざい | 進化前: ニャオハ | 進化後: マスカーニャ |

ニャオハの進化形。進化して二足歩行になった。やんちゃで寂しがりや、構ってもらえないと蔦でぐるぐる巻きにするイタズラで気を引こうとする。知能が高く手先が器用。長い体毛の下に隠した蔦を操り、固い蕾をヨーヨーのようにぶつけて攻撃する。体毛は気分によって硬さが変化し、臨戦態勢になると針のように鋭利になる。
トレーナーではチャンピオンランクのネモが主人公が最初にホゲータを選んだ場合は進化前に引き続き使用し、くさタイプへのテラスタルを行う。
テレビアニメの第8シリーズでは45話にてリコのニャオハが進化する形で初登場。声優は進化前と同様に林原めぐみ。
『ポケットモンスターSPECIAL スカーレット・バイオレット編』では女主人公のスカーレットのニャオハが、第12話で進化する形で登場する。

## マスカーニャ
| 分類: マジシャンポケモン | タイプ: くさ/ あく         | 高さ: 1.5m         | 重さ: 31.2kg |
| 特性: しんりょく         | かくれ特性: へんげんじざい | 進化前: ニャローテ | 進化後: なし |

ニャローテの進化形。進化前より人型に近い体型となり、黒いマスクとマントをつけたマジシャンのような風貌が特徴。プライドの高い目立ちたがり屋だが繊細な気質で、トレーナーに対して強い執着心があり、トレーナーが他のポケモンを可愛がると機嫌が悪くなる嫉妬深い一面もある。背後で浮いているように見える花はマントの裏の毛で反射して蔓をカモフラージュしている。それを使って敵の意識を巧みにそらし、花粉が詰まった花爆弾をいつの間にか取りつけ爆破する。
専用技の「トリックフラワー」は花束を投げつけ爆破させるくさタイプの物理技で、必ず命中し急所にも当たる強力な効果を持つ。
トレーナーではチャンピオンランクのネモが主人公が最初にホゲータを選んだ場合は進化前に引き続いて、クワッスを選んだ場合はアカデミー校長のクラベルがニャオハを最終進化させる形で使用し、いずれの個体もくさタイプへのテラスタルを行うが、ネモの個体はゼロの秘宝の番外編である「キビキビパニック」からあくタイプに変化する。
テレビアニメの第8シリーズでは88話にて、ギベオンの白いジガルデを相手に苦戦していたリコのニャローテが、最後の力を振り絞り進化する形で初登場。声優は進化前と同様、林原めぐみ。
アニメ版ではゲーム『スカーレット・バイオレット』のストーリーの前日譚を描いたWEBアニメ『放課後のブレス』で初登場を果たし、オレンジアカデミーの生徒であるアリキス（声 - 寿美菜子）のパートナーとして第1話から登場。彼と共にポケモンバトルを重ねており、バトル後は彼と共にお気に入りであるトリックフラワー型のお菓子を食べる。第2話ではネモとのバトルに敗れたことでアリキスからその責任を負わされた（八つ当たりされた）ため、一度はアリキスの元を離れたものの、アリキスの「側にいたい」という言葉に応じて戻って来たことで彼との絆を取り戻したが、続く第3話にて三連敗したことが判明する。また、くさタイプにテラスタルすることが可能である。使用する技は「リーフストーム」、「あくのはどう」、「アクロバット」、「トリックフラワー」（いずれも第2話で使用）。声優は真堂圭。

## ホゲータ
| 分類: ほのおワニポケモン | タイプ: ほのお       | 高さ: 0.4m   | 重さ: 9.8kg        |
| 特性: もうか             | かくれ特性: てんねん | 進化前: なし | 進化後: アチゲータ |

最初にもらえる三匹のポケモンの一匹。赤いワニのようなポケモン。マイペースなのんびり屋。食いしん坊で餌を見つけた途端に目を輝かせながら飛び込んでくる。お腹と背中のウロコから熱を吸収して炎エネルギーを作る。ウロコは常に暖かく、時には高温にもなる。頭から出た触覚のようなものは体内から溢れた炎エネルギーで、感情が高ぶると炎の放出量も上がる。歌を歌うのが好きだが、それを他人に聴かれる事を極度に嫌がる。
トレーナーでは主人公が最初にクワッスを選んだ場合はチャンピオンランクのネモが手に入れそのまま使用し、ニャオハを選んだ場合はアカデミー校長のクラベルが手に入れる。
テレビアニメ第8シリーズ（『リコとロイの旅シリーズ』）では第2話から登場し、当初はライジングボルテッカーズの飛行船である「ブレイブアサギ号」にいた野生のポケモンの内の一匹だったが、第4話および第5話でもう一人の主人公であるロイ（声 - 寺崎裕香）に気に入られ、続く第6話で正式にゲットされパートナーになった。性格は能天気で食いしん坊で、キャラの例に漏れず、勝手に他者の食物を食べてトラブルを起こすこともある。ロイと同じく辛い食べ物が大好き。使用する技は「ひのこ」（第5話で習得し、第20話まで使用）→「かえんほうしゃ」（第20話で習得）、「たいあたり」、「じだんだ」（第10話で習得）、「チャームボイス」（第37話で習得）、「ニトロチャージ」（第45話で習得）。特性は「もうか」。性別はオス。こちらの声優は第7シリーズではもう一人の主人公であるゴウを演じていた他、今作ではスマホロトム役も担当する山下大輝。
ゲーム『スカーレット・バイオレット』のストーリーの前日譚を描いたWEBアニメ『放課後のブレス』ではオレンジアカデミーの生徒でフルート奏者であるオハラ（声 - 若山詩音）のパートナーとして第1話から登場。のんびり屋でマイペースな性格で、食べ物を見つけると目を輝かせて夢中になってしまうが、彼女の奏でるフルートが好き。声優は愛河里花子。
漫画『ポケットモンスターSPECIAL スカーレット・バイオレット編』では主人公でありグレープアカデミーの生徒でもあるバイオレット・ラングのパートナー兼主力として第1話から登場。性別は♂。なお、このホゲータは研究所出身では無くクラベル校長が用意した御三家であり、バイオレットがアカデミー入学時にニャオハ、ホゲータ、クワッスの3匹から選んだ経緯がある（第1話の回想シーンを参照）。女主人公のスカーレット・コイトのニャオハ、ネモのクワッスとは同郷である。

## アチゲータ
| 分類: ほのおワニポケモン | タイプ: ほのお       | 高さ: 1.0m       | 重さ: 30.7kg         |
| 特性: もうか             | かくれ特性: てんねん | 進化前: ホゲータ | 進化後: ラウドボーン |

ホゲータの進化形。進化前より丸っこい体型になった。頭の上にあるタマゴ型の火玉は炎エネルギーと有り余る生命エネルギーが交って出来たもの。声帯と炎袋は密接な関係で、だみ声を上げながら炎を吐き散らす。また、強い炎を吐くときに破壊力のある大きな声を出すので相手によってはダメージを受けてしまう。
トレーナーではチャンピオンランクのネモが主人公が最初にクワッスを選んだ場合は進化前に引き続き使用し、ほのおタイプへのテラスタルを行う。また、ハッコウシティの電光掲示板にも映る。
テレビアニメ第8シリーズ（『リコとロイの旅シリーズ』）の68話にてロイのホゲータが進化して登場。ほのおテラスタルからの「かえんほうしゃ」と「ニトロチャージ」でリコのニャローテに勝利するなどバトルの実力が上がったが食いしん坊な性格は変わっていなかった。シンクロマシンでロイと中身が入れ替わるトラブルに見舞われたたこともある。声優は進化前同様山下大輝。
第16話にて本物ではないが、ロイのホゲータが進化するよりも先にゲームと同様にハッコウシティの電光掲示板に映っていた。
『ポケットモンスターSPECIAL スカーレット・バイオレット編』では、主人公のバイオレットのホゲータが第10話で進化する形で、登場する。性別は♂。

## ラウドボーン
| 分類: シンガーポケモン | タイプ: ほのお/ ゴースト | 高さ: 1.6m         | 重さ: 326.5kg |
| 特性: もうか           | かくれ特性: てんねん     | 進化前: アチゲータ | 進化後: なし  |

アチゲータの進化形。体が大きく二足歩行から四足歩行になったことでよりワニらしい外見となった。面倒見がよくお節介焼きで、パワフルで優しい歌声は生命力に溢れ、聴いたものの心を癒し、温かく満ち足りた気持ちにして、相手の戦意を喪失させる。歌声で姿形を変える炎の鳥は火玉に魂が宿って出来たもので、これによりゴーストタイプの力を得た。優しい歌声は聴いた者の魂を癒す効果があり、3000度の炎で敵を焼き尽くす。
専用技の「フレアソング」は歌うように火炎を吹き付けて焦がすほのおタイプの特殊技で、威力は控えめであるが自分の特攻を必ず上げる強力な効果を持っている。
トレーナーではチャンピオンランクのネモが主人公が最初にクワッスを選んだ場合は進化前に引き続いて、ニャオハを選んだ場合はアカデミー校長のクラベルがホゲータを最終進化させる形で使用し、いずれの個体もほのおタイプへのテラスタルを行うが、ネモの個体はゼロの秘宝の番外編である「キビキビパニック」からゴーストタイプに変化する。
アニメ版ではゲーム『スカーレット・バイオレット』のストーリーの前日譚を描いたWEBアニメ『放課後のブレス』で初登場を果たし、第4話にてウェーニバルと共にオレンジアカデミーの生徒のポケモンと思われる個体が登場。

## クワッス
| 分類: こがもポケモン | タイプ: みず               | 高さ: 0.5m   | 重さ: 6.1kg        |
| 特性: げきりゅう     | かくれ特性: じしんかじょう | 進化前: なし | 進化後: ウェルカモ |

最初にもらえる三匹のポケモンの一匹。子ガモやアヒルのようなポケモン。生真面目で常にトレーナーの後ろに着いて回る。頭の青い毛が特徴で汚れるのを嫌うきれい好き。羽から分泌されるジェルで水と汚れを弾く。頭の毛は水分のクリームを塗っているため、乾くとボサボサになってしまう。脚力が強く、流れの早い水上でも自由に泳ぐことができる。バトルでは高速で相手を蹴りつけて攻撃する。
トレーナーでは主人公が最初にニャオハを選んだ場合はチャンピオンランクのネモが手に入れそのまま使用し、ホゲータを選んだ場合はアカデミー校長のクラベルが手に入れる。
テレビアニメ版では第7シリーズ第135話のおまけコーナー「愛と真実の悪を貫くロケット探検団」で初登場。ロケット団にゲットされかけるも「みずでっぽう」でモンスターボールを弾き返した。また、この時はゲーム本編では見られないボサボサ髪の姿が見られる。
テレビアニメ第8シリーズ（『リコとロイの旅シリーズ』）では動画配信者のぐるみんことマードックの姪でありライジングボルテッカーズのメンバーでもあるドット（声 - 青山吉能）のパートナーとして第1話から登場していたが、元々はライジングボルテッカーズの飛行船である「ブレイブアサギ号」にいた野生のポケモンの内の一匹であり、第16話で正式にゲットし正真正銘のパートナーになった。使用する技は「みずでっぽう」、「はたく」、「けたぐり」、「アクアブレイク」（前者二つは第16話から、けたぐりは41話から、アクアブレイクは50話から習得）。性別はオス。声優は浪川大輔。
2024年5月19日から「ドットのクワッス」としてゲームに配信された。性別は♂で、性格は「まじめ」、個性は「とてもきちょうめん」で、パートナーリボンが付いた個体である。
ゲーム『スカーレット・バイオレット』のストーリーの前日譚を描いたWEBアニメ『放課後のブレス』ではオレンジアカデミーの生徒で報道部であるホーマ（声 - 麻鈴）のパートナーとして第1話から登場。どんな時も彼と一緒におり、生真面目な性格で、隣でパタパタと羽を動かしてる事が多い。第3話にてウェルカモに進化する。声優は光部樹。
『ポケットモンスターSPECIAL スカーレット・バイオレット編』では女主人公のスカーレットの同行者である、ネモのパートナー兼主力であり、彼女の手持ちとして7話から登場する（手持ちと判明するのは8話）。このクワッスはネモがクラベルから貰った個体であり（先行版1巻の裏表紙参照）、男主人公のバイオレット・ラングのホゲータ、女主人公のスカーレット・コイトのニャオハとは同郷で、グレープアカデミーの校長室出身である。尚、「図鑑所有者の同行者の御三家」としては、剣盾編のマナブのメッソン（ナミダくん）に続く2代目であり、図鑑所有者の手持ちでなくても、出番が多くなるように工夫されている。

## ウェルカモ
| 分類: レッスンポケモン | タイプ: みず               | 高さ: 1.2m       | 重さ: 21.5kg         |
| 特性: げきりゅう       | かくれ特性: じしんかじょう | 進化前: クワッス | 進化後: ウェーニバル |

クワッスの進化形。進化前と比べてスラリとした体型になり、どことなくダンサーを思わせる容姿へと変化した。様々な地方のポケモンや人の動きを見て自らの踊りに取り入れる努力家で、ひたすら浅瀬を走り込んで足腰を鍛え、仲間同士で足の華麗さを競い合う生真面目でストイックな気質を持っている。頭の毛は衝撃を吸収する性質があり、攻撃を受ける際は低く身構えて頭から受け止める。毛が乱れると心とともに調子が悪くなるため、攻撃を受けた後はすぐにジェルで撫でつけセットし直す。
トレーナーではチャンピオンランクのネモが主人公が最初にニャオハを選んだ場合は進化前に引き続き使用し、みずタイプへのテラスタルを行う。また、ハッコウシティの電光掲示板にも映る。
テレビアニメ第8シリーズ（『リコとロイの旅シリーズ』）では59話ではドットのクワッスが進化して登場。キザでクールな性格になっている。声優は進化前同様浪川大輔。
第16話にて本物ではないが、ドットのクワッスが進化するよりも先にゲームと同様にハッコウシティの電光掲示板に映っていた。
WEBアニメ『放課後のブレス』では第3話にてホーマのクワッスが進化して登場。ダンスをすることでホーマを元気づける。声優は進化前と同様に光部樹。
『ポケットモンスターSPECIAL スカーレット・バイオレット編』では、ネモのクワッスが第16話で進化する形で登場する。

## ウェーニバル
| 分類: ダンサーポケモン | タイプ: みず/ かくとう     | 高さ: 1.8m         | 重さ: 61.9kg |
| 特性: げきりゅう       | かくれ特性: じしんかじょう | 進化前: ウェルカモ | 進化後: なし |

ウェルカモの進化形。体型がよりスリムな白鳥を思わせる姿となり、クジャクのような水でできた尾羽も相まってサンバダンサーを彷彿とさせる外見となった。陽気でハイテンションな性格。異国情緒溢れるエキゾチックなダンスで見るものを魅了し、一蹴りだけでトラックを転げ倒す強靭な脚力と尾羽を振り回してウォーターカッターのように切り裂く。また、日々の鍛練は欠かせず技を磨くことに対しては真面目で、ここぞという時の集中力には目を見張る。同じく蹴り技が得意なアマージョに敵視されている。
専用技の「アクアステップ」は水もしたたる軽やかな足どりで相手を翻弄しつつダメージを与えると同時に、　必ず自分の素早さを上げるみずタイプの物理技。同様の効果を持つ「ニトロチャージ」「くさわけ」に比べて威力が高い。
トレーナーではチャンピオンランクのネモが主人公が最初にニャオハを選んだ場合は進化前に引き続いて、ホゲータを選んだ場合はアカデミー校長のクラベルがクワッスを最終進化させる形で使用し、いずれの個体もみずタイプへのテラスタルを行うが、ネモの個体はゼロの秘宝の番外編である「キビキビパニック」からかくとうタイプに変化する。
アニメ版ではゲーム『スカーレット・バイオレット』のストーリーの前日譚を描いたWEBアニメ『放課後のブレス』で初登場を果たし、第4話にてラウドボーンと共にオレンジアカデミーの生徒のポケモンと思われる個体が登場。

## グルトン
| 分類: ぶたポケモン               | タイプ: ノーマル         | 高さ: 0.5m   | 重さ: 10.2kg         |
| 特性: アロマベール/ くいしんぼう | かくれ特性: あついしぼう | 進化前: なし | 進化後: パフュートン |

黒く丸っこいブタのようなポケモン。優れた嗅覚を持ち、香り高い野草や芳醇な木の実を好む美食家だが、選りすぐりの餌しか食べない。その結果、むしタイプのポケモンが嫌うハーブのような匂いを放つようになった。臆病な気質でパニックになると突進する。一見すると太って見えるが、これは餌を探し回るためでほとんどが筋肉の塊で、そのため力持ちである。
テレビアニメ版では第7シリーズ第140話（『めざせポケモンマスター』第4話）のおまけコーナーである「ポケなぞ」の問題で初登場。第8シリーズ（『リコとロイの旅シリーズ』）では第3話から使用されたエンディング映像（第25話まで使用）で初登場し、本編では第9話から登場し、同話ではリコから食料を奪おうとするもニャオハに撃退される。第12話ではオリーヴァの森にいた野生のポケモンとして登場。

## パフュートン
| 分類: ぶたポケモン           | タイプ: ノーマル         | 高さ: 1.0m       | 重さ: 120.0kg |
| 特性: くいしんぼう/ 本文参照 | かくれ特性: あついしぼう | 進化前: グルトン | 進化後: なし  |

グルトンの進化形。進化したことでスマートな体型のブタの姿になった。性別によって外見・特性・性能が違う。
オスの姿
特性:とれないにおい。
体色は黒で尻尾の先が丸まっている。きめ細やかな肌が自慢。全身から甘く妖艶な香りを漂わせメスのポケモンを骨抜きにする。尻尾の先から凝縮した香りを放つ。
専用特性の「とれないにおい」は接触した相手の特性を「とれないにおい」に変えるデスカーンの「ミイラ」に似た特性。
メスの姿
特性:アロマベール。
体色は茶色で尻尾の先が分かれている。きれい好きで几帳面。花のようなフローラルな香りをまとって周りのポケモンたちを癒す。筋肉が発達した脚は軽く5メートルを飛び越える。
トレーナーではジムリーダー兼四天王のアオキがメスの姿の個体をジムリーダーとしての再戦時に先発として使用。
アニメでは第8シリーズにて第36話から登場。ユノ（声 - 武田羅梨沙多胡）がメス、レンタ（声 - 松田颯水）のオスを持っている。ニックネームはそれぞれメスが「クルちゃん」、オスが「プリンス」となっている。クルちゃんはプリンスに恋心を抱いていたが、プリンスは興味を示していなかった。

## タマンチュラ
| 分類: いとだまポケモン | タイプ: むし         | 高さ: 0.3m   | 重さ: 4.0kg        |
| 特性: ふみん           | かくれ特性: はりこみ | 進化前: なし | 進化後: ワナイダー |

蜘蛛もしくはタランチュラのような姿をしたポケモン。体に毛糸のような糸玉を包み込んでいる。この糸はストライクのカマを跳ね返す弾力性とワイヤーに匹敵する強度を持つが、その強度の秘密については研究が進められている。
トレーナーではジムリーダーのカエデが初戦で使用。
アニメ版ではゲーム『スカーレット・バイオレット』のストーリーの前日譚を描いたWEBアニメ『放課後のブレス』で初登場を果たし、ゲーム本編と同様にカエデのパートナーとして第4話の映像のみで登場。
『ポケットモンスターSPECIAL スカーレット・バイオレット編』では、女主人公のスカーレット・コイトの手持ちとして登場する。

## ワナイダー
| 分類: トラップポケモン | タイプ: むし         | 高さ: 1.0m           | 重さ: 16.5kg |
| 特性: ふみん           | かくれ特性: はりこみ | 進化前: タマンチュラ | 進化後: なし |

タマンチュラの進化形。進化前と比べてほっそりとした体型のメダマグモの姿をしている。木の枝や天井に張り付き音もなく行動し、獲物に気づかれる前に倒す。この他にも、丈夫で粘着性の強い糸で罠を張り巡らせて獲物を捕らえるなど、隠密戦法が得意。
専用技の「スレッドトラップ」は糸の罠で相手の攻撃から身を守るむしタイプの変化技で、相手が物理技で攻撃を仕掛けてきた場合は素早さを下げるが、変化技は防げない。
トレーナーではジムリーダーのカエデが初戦で使っていたタマンチュラから進化する形で再戦時に使用。
テレビアニメでは第8シリーズにて第40話で野生の個体が登場。リコのニャオハの生まれ故郷であるねこポケモン専門の施設で悪さを働いていたポケモンで、ニャオハが「このは」によるトラウマの原因を作った張本人である。リコのミブリムとテラパゴスも捕らえるもニャオハの「このは」の威力を進化させた「マジカルリーフ」によって撃退される。

## マメバッタ
| 分類: バッタポケモン | タイプ: むし           | 高さ: 0.2m   | 重さ: 1.0kg          |
| 特性: むしのしらせ   | かくれ特性: いろめがね | 進化前: なし | 進化後: エクスレッグ |

バッタのような姿をしたポケモン。ホッチキスのように折り畳んでいるのは後ろ足で、ピンチの時に10メートル以上のジャンプ力を活かして攻撃をかわしつつ、ダメージを与えるのが得意。
トレーナーではジムリーダーのカエデが初戦で先発として使用。また、スター団あく組チーム・セギンのしたっぱたちもクリア前の団ラッシュで使用する。
漫画『ポケットモンスターSPECIAL スカーレット・バイオレット編』では主人公でありグレープアカデミーの生徒でもあるバイオレット・ラングのポケモンとして第3話から登場。性別は♂。

## エクスレッグ
| 分類: バッタポケモン | タイプ: むし/ あく     | 高さ: 1.0m         | 重さ: 17.5kg |
| 特性: むしのしらせ   | かくれ特性: いろめがね | 進化前: マメバッタ | 進化後: なし |

マメバッタの進化形。進化したことで直立した昆虫人間のような姿となった。進化前と同様に後ろ足を畳んでいる。本気になると後ろ足で立ち上がり決戦モードになるが、体の負担が大きいため長時間の戦いはできず、短時間で威圧する。
トレーナーではジムリーダーのカエデが初戦で使っていたマメバッタから進化する形で再戦時に先発として使用。また、スター団あく組チーム・セギンのしたっぱたちもクリア後の団ラッシュでマメバッタを進化する形で使用する。
第8シリーズでは55話にてジムリーダー・カエデのポケモンとして初登場し、リコのニャローテと組んでチリのドオー・ダグトリオとバトルする。ドオーの「どくづき」を自ら受けることで特性「むしのしらせ」が発動。威力の上がった「むしのていこう」「とびかかる」「とびはねる」でダメージを与えるも、どくが回って力尽きる。しかし、ダグトリオを麻痺にさせたのでリコに反撃のチャンスを与えた。使用技は「じごくつき」「とびかかる」「むしのていこう」「とびはねる」。
漫画『ポケットモンスターSPECIAL スカーレット・バイオレット』編では、バイオレット・ラングのマメバッタが14話で進化する形で登場。性別は♂。

## パモ
| 分類: ねずみポケモン             | タイプ: でんき           | 高さ: 0.3m   | 重さ: 2.5kg      |
| 特性: せいでんき/ しぜんかいふく | かくれ特性: てつのこぶし | 進化前: なし | 進化後: パモット |

ネズミ、ハムスター、マーモットに似たポケモン。頬と手の平に放電器官を持つが、頬の電気袋は未発達。そのため、前足の肉球で懸命にこすったり、頬を撫でまわしてから両手でタッチして感電させる。全身の毛は寒さを防ぐだけでなく、電気を蓄える役割も持つ。警戒心が強く、不安を感じると頬を撫で放電の準備をする。
トレーナーではチャンピオンランクのネモが使用し、2回目の勝負ではでんきタイプへのテラスタルを行う。
テレビアニメ版では第7シリーズ第142話および第143話（『めざせポケモンマスター』第6話および第7話）のおまけコーナーである「ポケなぞ」の問題の正解として初登場。第8シリーズ（『リコとロイの旅シリーズ』）ではライジングボルテッカーズの飛行船である「ブレイブアサギ号」にいた野生のポケモンの内の一匹として第1話から登場。声優はぐるみんことドット役の青山吉能。第12話ではアレックスが描いていた絵で登場。他にも第3話から使用されたエンディング映像でも登場。
漫画『ポケットモンスターSPECIAL スカーレット・バイオレット編』ではゲームと同様にグレープアカデミーの生徒であるポケモントレーナーのネモの手持ちとして登場し、第1話ではでんきタイプへのテラスタルを行った。

## パモット
| 分類: ねずみポケモン           | タイプ: でんき/ かくとう | 高さ: 0.4m   | 重さ: 6.5kg        |
| 特性: ちくでん/ しぜんかいふく | かくれ特性: てつのこぶし | 進化前: パモ | 進化後: パーモット |

パモの進化形。パモが立ち上がったような外見でかくとうタイプが追加された。群れが襲われると真っ先に勝負を挑み、手の平で打撃を加えつつ肉球で電撃を浴びせる独特の格闘技で戦う。
トレーナーではチャンピオンランクのネモが進化前に引き続いて使用。
テレビアニメ版では第8シリーズ（『リコとロイの旅シリーズ』）で初登場を果たし、第10話ではゲームと同様にオレンジアカデミーの生徒でありポケモントレーナーのネモ（声 - 喜多村英梨）のパートナーとして自身の相棒であるパモから進化させたと思われる個体が登場。声優はライジングボルテッカーズのメンバーであり医療班でもあるモリーおよびマードックのパートナーの一匹であるマホイップ（進化前のマホミルも同様）役の真堂圭。
『ポケットモンスターSPECIAL スカーレット・バイオレット編ではネモのパモが、第18話で進化する形で登場する。

## パーモット
| 分類: てあてポケモン           | タイプ: でんき/ かくとう | 高さ: 0.9m       | 重さ: 41.0kg |
| 特性: ちくでん/ しぜんかいふく | かくれ特性: てつのこぶし | 進化前: パモット | 進化後: なし |

パモットの進化形。パモットをレッツゴー状態で1000歩以上連れ歩きした後にレベルアップすることで進化する。進化前より体格が良くなり、よりかくとうタイプらしくなった。普段はおっとりしているが、いざ戦いが始まると電光石火の身のこなしで敵をたたきのめす。ふわふわの体毛がバッテリーの役割をしており、電気自動車と同じ量の電気を蓄えることができる。
専用技の「でんこうそうげき」は全ての電気を放って大ダメージを与えた後に自分のでんきタイプがなくなるという「もえつきる」のでんきタイプの物理版だが、「もえつきる」よりも威力が10低い。もう一つの専用技である「さいきのいのり」はひんし状態の味方の体力を半分回復させるノーマルタイプの変化技で、ベラカスも覚える。
トレーナーではチャンピオンランクのネモが進化前に引き続いて使用。
テレビアニメでは第8シリーズにてネモのパモットが進化して登場。ロイのホゲータとも互角に戦えるほどの実力の持ち主。101話ではネモのアブリボンと組んで、ロイのアチゲータ・ルカリオとダブルバトルをする。パワーとスピードで圧倒し、かくとうタイプにテラスタルしてメガルカリオと互角に戦い、最後は敗北に終わる。声優は進化前と同様に真堂圭（第61話のエンディングクレジットで判明）。
アプリゲーム『ポケモンマスターズEX』ではゲーム『スカーレット・バイオレット』の本編と同じくネモ（声 - 内田彩）が使用。

## ワッカネズミ
| 分類: カップルポケモン     | タイプ: ノーマル       | 高さ: 0.3m   | 重さ: 1.8kg          |
| 特性: にげあし/ ものひろい | かくれ特性: マイペース | 進化前: なし | 進化後: イッカネズミ |

2匹のネズミで1匹のポケモン。分類の通り、♂と♀のカップルが成立しているためか個体としては性別不明の扱いになる。どんな時でも2匹は一緒で餌は半分こに分けて食べる。息の合ったコンビネーションで巣の材料になりそうなものを前歯で切り出して運ぶ。
レベル46（進化後のイッカネズミはレベル53）で覚える専用技の「ネズミざん」は仲間たちと協力してコンビネーションで攻撃する連続技で、最大回数は10連続と他の連続技の中でも最多の回数であるノーマルタイプの物理技。
デザインは進化後共々水谷恵が担当した。
テレビアニメでは第8シリーズにて38話から登場。一匹が弱っていたところをリコ達に発見され、洞窟に閉じ込められたもう一匹も助けられる。その後、子供が2匹いることが判明した。声優は2匹ともアン役の緒方佑奈。

## イッカネズミ
| 分類: ファミリーポケモン         | タイプ: ノーマル         | 高さ: 0.3m           | 重さ: 2.3/2.8kg |
| 特性: フレンドガード/ ほおぶくろ | かくれ特性: テクニシャン | 進化前: ワッカネズミ | 進化後: なし    |

ワッカネズミの進化形。進化すると同時にいつの間にか子供ができているが、本当の家族なのかはいまだに分からない。寝床や食堂など用途に合わせた様々な部屋のある大きな巣を作る。親と思われる2匹の大きい個体が子供たちを守りながら戦い、強い相手には全員で立ち向かう姿はまるで家族そのもの。
子供1匹の「3びきかぞく」と子供2匹の「4ひきかぞく」と二つの種類があるが、3匹の出現率は1％で4匹の出現率は99%である。また、特定レベル以上のワッカネズミを手持ちに入れておくと、戦闘終了時にランダムでこの姿に進化している事がある（進化演出もなし）。
専用技の「おかたづけ」は「まきびし」や「ステルスロック」などの設置技を解除させるだけでなく、自分の攻撃と素早さを上げる、「りゅうのまい」の上位互換のノーマルタイプの変化技。オオタチも覚える。
トレーナーではキタカミ鬼面衆のムネチカが使用。個体は「3びきかぞく」であり、隠れ特性「テクニシャン」を持つ。
ゲーム『スカーレット・バイオレット』のストーリーの前日譚を描いたWEBアニメ『放課後のブレス』では第4話にてピクニックをしていたとある4人家族のポケモンとして「4ひきかぞく」の個体が登場。
テレビアニメでは第8シリーズにで第38話から「4ひきかぞく」の個体が登場。洞窟に閉じ込められて弱っていたところをリコのミブリムの「いやしのはどう」で回復し、「ネズミざん」で洞窟に穴を開け脱出に成功する。その後はそのままブレイブアサギ号のポケモンの仲間として加わる。なお、親の一匹だけが洞窟の外で弱っていたところを発見されたため、当初はワッカネズミだと思われていた。解散はモリーにゲットされていた。声優は山下大輝、佐倉綾音、青山吉能、緒方佑奈。

## パピモッチ
| 分類: こいぬポケモン | タイプ: フェアリー   | 高さ: 0.3m   | 重さ: 10.9kg         |
| 特性: マイペース     | かくれ特性: ぶきよう | 進化前: なし | 進化後: バウッツェル |

子犬のようなポケモン。全身がパンのようになっており、弾力と剛柔を併せ持ったしっとりとした触り心地をしている。感情が高ぶると身体を大きく膨らませて相手を威嚇する。口から放つ吐息は酵母の成分を持ち、周囲を発酵させる。また、この酵母は料理にも使われているため古くから人々に保護されていた。
トレーナーではスター団フェアリー組チーム・ルクバーのしたっぱたちが団ラッシュで使用する。
テレビアニメ版では第7シリーズ第146話（『めざせポケモンマスター』第10話）のおまけコーナーである「ポケなぞ」の問題の正解として初登場。第8シリーズ（『リコとロイの旅シリーズ』）では第3話から使用されたエンディング映像で初登場し、本編ではリコの父であるアレックス（声 - 川島得愛）のパートナーとして第9話から登場。声優はアンおよび幼少期のダイアナ（リコの祖母）役の緒方佑奈。
ゲーム『スカーレット・バイオレット』のストーリーの前日譚を描いたWEBアニメ『放課後のブレス』では第2話でゲームと同様にオレンジアカデミーにいたポケモンとして登場した他、第4話ではテーブルシティの広場で眠っていた。

## バウッツェル
| 分類: いぬポケモン   | タイプ: フェアリー       | 高さ: 0.5m         | 重さ: 14.9kg |
| 特性: こんがりボディ | かくれ特性: アロマベール | 進化前: パピモッチ | 進化後: なし |

パピモッチの進化形。体色が濃くなり、こんがり焼いたプレッツェルそのものの姿となった。また、細長い胴体からダックスフンドを連想させる。体から放つ香りは小麦の成長を助けるために農村で大切にされてきた。皮膚は熱を受けると硬くなり、匂いも香ばしくなる。
専用特性の「こんがりボディ」はほのおタイプの技を受けるとダメージを受けずに防御が2段階上がる。
トレーナーではスター団フェアリー組チーム・ルクバーのボスであるオルティガがエースポケモンとして使用。また、したっぱたちも団ラッシュで使用する。

## ミニーブ
| 分類: オリーブポケモン | タイプ: くさ/ ノーマル | 高さ: 0.3m   | 重さ: 6.5kg        |
| 特性: はやおき         | かくれ特性: しゅうかく | 進化前: なし | 進化後: オリーニョ |

オリーブをモチーフにしたポケモン。頭の実から出るオイルは飛び上がるほど苦くて渋いので食用には向いていない。敵に襲われるとオイルを噴射して動きを鈍らせその隙に逃げ出す。光合成で作った栄養を実に蓄えることで一週間飲まず食わずでも平気。日差しが強く乾燥した気候を好み、日中はひなたぼっこしている。
トレーナーではジムリーダーのコルサが初戦で使用。
テレビアニメ版では第7シリーズ第139話（『めざせポケモンマスター』第3話）のおまけコーナーである「ポケなぞ」の問題の正解として初登場。さらに第8シリーズ（『リコとロイの旅シリーズ』）にも登場した。
漫画『ポケットモンスターSPECIAL スカーレット・バイオレット編』では、主人公でありグレープアカデミーの生徒でもあるバイオレット・ラングのポケモンとして第3話から登場。性別は♀。

## オリーニョ
| 分類: オリーブポケモン | タイプ: くさ/ ノーマル | 高さ: 0.6m       | 重さ: 11.9kg       |
| 特性: はやおき         | かくれ特性: しゅうかく | 進化前: ミニーブ | 進化後: オリーヴァ |

ミニーブの進化形。進化して人型の姿になった。少女のような外見だが、オスも存在する。頭の実にオイルが詰まっており、日光を存分に浴びて熟してくると人里を離れ旅に出る。フレッシュな香りのオイルを分けてくれるため、古くから人間と共存していた。驚いたり、笑ったりなど気分転換によってオイルを噴出することもある。
テレビアニメ版では第8シリーズ（『リコとロイの旅シリーズ』）で初登場を果たし、第10話にてジムリーダーのコルサ（声 - 中井和哉）のパートナーとして登場。声優はエクスプローラーズのメンバーであるコニア役の志田有彩。ただし、原作のゲーム版では進化前であるミニーブおよび進化後のオリーヴァを使用する。55話ではホゲータとタッグを組んで、ハッサクのセグレイブやアップリューとバトルするも敗北する。使用技は「タネばくだん」「てだすけ」「くさむすび」「エナジーボール」。他にも第26話から変更されたエンディング映像にも登場。
漫画『ポケットモンスターSPECIAL スカーレット・バイオレット編』では、男主人公のバイオレット・ラングの手持ちのミニーヴが第20話で進化する形で登場する。性別は♀。

## オリーヴァ
| 分類: オリーブポケモン | タイプ: くさ/ ノーマル | 高さ: 1.4m         | 重さ: 48.2kg |
| 特性: こぼれダネ       | かくれ特性: しゅうかく | 進化前: オリーニョ | 進化後: なし |

オリーニョの進化形。進化したことでスラリとしたモデル体型になり、下半身も木のようになっている。女性的な外見からオリーブの木らしい外見になった。穏やかで慈悲深い性格をしており、栄養豊富なオイルを弱ったポケモンに分け与える。芳醇で香り高いオイルを岩石をも砕く勢いで噴射し撃退する。
専用特性の「こぼれダネ」は攻撃を受けると「グラスフィールド」状態にする。
トレーナーではジムリーダーのコルサが初戦で使っていたミニーブから最終進化する形で再戦時に使用。
テレビアニメ第8シリーズ（『リコとロイの旅シリーズ』）では第11話から登場。この個体は通常より遥かに巨大な個体で、いにしえのモンスターボールを首の根元に付けている（第11話および第12話では付いていたが、仲間になった後は付かなくなった）。続く第12話でリコとロイたちの仲間になり、黒いレックウザに続くルシアスのパートナーである2体目の「六英雄」だったことが明かされた。特性は「こぼれダネ」（第12話で判明）。使用する技は「グラスフィールド」（第23話で使用）、「マジカルリーフ」（第68話で使用）。声優はライジングボルテッカーズのメンバーでありメカニック担当でもあるオリオ役の佐倉綾音（第75話のエンディングクレジットで判明）。他にも第26話から変更されたエンディング映像にも登場。

## イキリンコ
| 分類: インコポケモン   | タイプ: ノーマル/ ひこう | 高さ: 0.6m   | 重さ: 2.4kg  |
| 特性: いかく/ はりきり | かくれ特性: 本文参照     | 進化前: なし | 進化後: なし |

インコに似たポケモン。小柄な体格とリーゼントが特徴。パルデア地方でデカヌチャンに狙われるアーマーガアに代わって「空飛ぶタクシー」を務めている。それぞれ緑・青・黄色・白と4色の姿があり、色ごとに性格が異なる。なお、他の色同士のイキリンコは非常に仲が悪くよく縄張り争いをしている。またペラップと同様、実際のインコのように人間の言葉を覚え真似する能力を持っているが、時と場所を問わず大声で騒ぐため周囲にとっては迷惑をかけることもある。ただし、ペラップとは違い「おしゃべり」を覚えない。
グリーンフェザー
かくれ特性：こんじょう。体色は緑。街中に多く生息している。緑色の羽のイキリンコが最大勢力。餌を探す朝と晩はとても騒がしい。
ブルーフェザー
かくれ特性：こんじょう。体色は青。大きいグループは50匹を超える。緑の個体をライバル視している。餌を求め街や森を騒がしく飛び回る。
イエローフェザー
かくれ特性：ちからずく。体色は黄色。他の個体より荒々しい性格で、相手の懐に飛び込み肉弾戦を仕掛け、他のとりポケモンを街から追い出したこともある。
ホワイトフェザー
かくれ特性：ちからずく。体色は白。他の個体より数が少なく出現率も低いが、建物の色に紛れ隠れやすくしている。単独を嫌い、仲間同士助け合いながら生きるなど連帯感が強い。
テレビアニメ第8シリーズではリコの母のルッカ（声 - 桑島法子）と一緒にイエローフェザーの個体が第12話で初登場。後に第24話でリコの祖母であるダイアナ（声 - 吉沢希梨）のパートナーとして登場。ルッカと一緒にいたイキリンコとダイアナのパートナーは同じ個体。声優は光部樹。また、第15話にてジムリーダーのナンジャモ（声 - 本渡楓）を乗せた「空飛ぶタクシー」としてグリーンフェザーとブルーフェザーとイエローフェザーの個体が2体ずつ登場。なお、グリーンフェザーとブルーフェザーの個体は同話が初登場となった。ホワイトフェザーの個体は第24話のミニコーナー「フリード博士のポケモンゼミ」と52話で登場。
WEBアニメ『放課後のブレス』では第3話にてグリーンフェザーの個体が登場。スター団が所有していたブロロローム（カーフ・スターモービル）を「いばる」で威嚇した結果としてブロロロームが怒りのあまり熱で暴走してしまった際に逃げ出した。他にも第4話にて「空飛ぶタクシー」として全ての個体が登場。

## コジオ
| 分類: がんえんポケモン         | タイプ: いわ             | 高さ: 0.4m   | 重さ: 16.0kg     |
| 特性: きよめのしお/ がんじょう | かくれ特性: クリアボディ | 進化前: なし | 進化後: ジオヅム |

一見するとキノコのように見えるが、岩塩をモチーフにしたポケモン。地底の岩塩層で生まれ、歩くたびに体が削れ地面に塩が残る。体内で常に塩が補充されているため、昔から貴重な塩を分けてくれるポケモンとして大事にされていた。
系統専用特性の「きよめのしお」は状態異常を防ぐだけでなく、ゴーストタイプの技のダメージを半減させる。
デザインは進化後共々ありがひとしが担当した。
トレーナーでは主人公の先輩であるペパーが大空のヌシ・オトシドリ戦で手に入れそのまま手持ちに加えた後、キョジオーンに最終進化した。
漫画『ポケットモンスターSPECIAL スカーレット・バイオレット編』では野生の個体として第3話で登場し、11話で別個体がペパーの新しい手持ちとして登場した。
テレビアニメでは第8シリーズにて第42話で野生の個体として初登場。

## ジオヅム
| 分類: がんえんポケモン         | タイプ: いわ             | 高さ: 0.6m     | 重さ: 105.0kg        |
| 特性: きよめのしお/ がんじょう | かくれ特性: クリアボディ | 進化前: コジオ | 進化後: キョジオーン |

コジオの進化形。進化して四足が生えたことにより亀のような姿となった。体内で圧縮された岩塩を獲物に浴びせて塩漬けにし体内の水分を奪う他、固めた塩の弾を撃ち出すと鉄板をも貫く威力となる。
専用技の「しおづけ」は相手に塩を振りかけてターンごとにダメージを与えるいわタイプの物理技。塩は水分を奪ったり金属を腐食させる性質があるため、相手がみず・はがねタイプの場合は倍のダメージを与えるが、エンペルトのみず・はがねという複合タイプの相手にはダメージは4倍にならない。進化後のキョジオーンも覚えられる。

## キョジオーン
| 分類: がんえんポケモン         | タイプ: いわ             | 高さ: 2.3m       | 重さ: 240.0kg |
| 特性: きよめのしお/ がんじょう | かくれ特性: クリアボディ | 進化前: ジオヅム | 進化後: なし  |

ジオヅムの進化形。進化して塩と岩が積み重なった二足歩行の巨人のような姿になった。塩はミネラルが豊富でそれを舐めたくて集まって来るポケモンも多い。また、指先から塩を振りかけてポケモンの怪我を治す他、料理にも役に立つ。
トレーナーでは主人公の先輩であるペパーがコジオを最終進化する形で使用する他、元ジムリーダーでアカデミー教師のタイムがエースポケモンとして使用し、いわタイプへのテラスタルを行う。
アニメ版ではテレビアニメ第8シリーズ（『リコとロイの旅シリーズ』）で初登場を果たし、エクスプローラーズのメンバーであるオニキス（声 - 小野寺悠貴）のパートナーとして第24話から登場。オニキスには忠実だが、道具のような扱いを受けることもある。強力なパワーと頑丈なボディを持っており、実力の差があるとはいえ弱点であるニャオハの「マジカルリーフ」を受けてもビクともしないほど。66話ではいわテラスタルすることが判明し、リコのニャローテを追いつめたものの同じくくさテラスタルしたニャローテの「マジカルリーフ」で「しおづけ」を押し返され敗北（これによりリコはグルーシャから応用テスト合格を告げられた）。使用する技は「ワイドガード」、「しおづけ」（いずれも第25話から使用）、「ストーンエッジ」（第38話から使用）、「てっぺき」、「じこさいせい」。他にも95話では体を回転させて攻撃する技を使用しているがこの時オニキスは技名を言っていないため不明。また、倒れた際はゲームと同様に目が暗くなる。他にも第26話（『テラパゴスのかがやき』第1話）から変更されたオープニング映像およびエンディング映像にも登場。また、第27話（『テラパゴスのかがやき』第2話）のミニコーナー「フリード博士のポケモンゼミ」では木の実の盛り合わせに塩を入れキャプテンピカチュウとニャオハとホゲータとクワッスに振る舞う様子を見せた。声優はライジングボルテッカーズのメンバーでありリーダーでもあるフリード役の八代拓（第58話のエンディングクレジットで判明）。
ゲーム『スカーレット・バイオレット』のストーリーの前日譚を描いたWEBアニメ『放課後のブレス』では第2話にてオレンジアカデミーの生徒であるアリキス（声 - 寿美菜子）のポケモンとして登場。ネモとの再戦で使用し、初戦でマスカーニャを倒したタイカイデンを倒したものの、次に繰り出したパルデアの姿のケンタロス（コンバット種）には相性の悪さからか「すてみタックル」で敗北する。使用する技は「いわなだれ」。

## カルボウ
| 分類: ひのこポケモン | タイプ: ほのお             | 高さ: 0.6m   | 重さ: 10.5kg     |
| 特性: もらいび       | かくれ特性: ほのおのからだ | 進化前: なし | 進化後: 本文参照 |

焼けた木炭に命が宿って生まれたポケモンで、騎士の格好をした子供の姿をしている。戦いになると火力が上がって摂氏1000度に達し、その燃える闘志で強敵にも戦いを挑む。油分の多い木の実が好物。
イワイノヨロイを使うとグレンアルマに、ノロイノヨロイを使うとソウブレイズに進化するが、前者は『スカーレット』、後者は『バイオレット』でしか入手できない。
トレーナーではスター団ほのお組チーム・シェダルのしたっぱたちが団ラッシュで使用する。また、ボスであるメロコがボウジロウと名付けた個体をパートナーにして可愛がっており、ある出来事で離れてしまったが最終的に彼女の元に戻れた。
テレビアニメでは第8シリーズにて野生のポケモンが第57話で初登場し第102話で再登場する。仲間を守るためなら必死になる勇猛果敢な性格。パゴゴに乗っていることが多い。ラクリウムの影響で暴走したスコヴィランとの事件後、自らリコにゲットされる。スコヴィランのほのお技を無効化していることから特性は「もらいび」であることがわかる。リコと異なる別個体は第92話で幼少期のアメジオと隣に写真に写りこみ、過去に無人島で幼少期のアメジオと出会ってゲットされ、現在は下記のソウブレイズに進化している。第104話でリコのカルボウは上記の通りの写真を見たことで、無人島でアメジオのソウブレイズとバトルを挑んだ。声優はライジングボルテッカーズのメンバーでありメカニック担当でもあるオリオおよびウルトのパートナーの一匹であるヤミラミ役の佐倉綾音（第104話のエンディングクレジットで判明）。

## グレンアルマ
| 分類: ひのせんしポケモン | タイプ: ほのお/ エスパー   | 高さ: 1.5m       | 重さ: 85.0kg |
| 特性: もらいび           | かくれ特性: くだけるよろい | 進化前: カルボウ | 進化後: なし |

鎧を纏った戦士のようなポケモン。カルボウにイワイノヨロイを使用する事でこの姿になる。黄色い鎧は多くの武勲を立てた戦士が着た物でエスパー技のエネルギーの源。体内の炎エネルギーを鎧のエスパー能力で操り技を繰り出す。「正々堂々と戦う」ことをモットーにしており、強敵相手でも真正面に戦いを挑む。トレーナーへの忠誠心も厚い。強固な鎧で防御を高め、火力の高い技で倒す戦い方が得意。
専用技の「アーマーキャノン」は左右の肩当を腕先に集中させ、大砲のように変形させ炎のエネルギー弾を発射するほのおタイプの特殊技。威力は高いが、使用後は防御と特防が下がる。
トレーナーではスター団ほのお組チーム・シェダルのボスであるメロコが再戦時にエースポケモンとして使用し、この個体はボウジロウと名付けられたカルボウが進化している。また、したっぱたちもクリア後の団ラッシュで使用する。
テレビアニメ第8シリーズ（『リコとロイの旅シリーズ』）では第3話から使用されたエンディング映像で初登場（第25話まで使用）。
『ポケットモンスターSPECIAL スカーレット・バイオレット編』では女主人公のスカーレット・コイトの手持ちとして、9話から登場。

## ソウブレイズ
| 分類: ひのけんしポケモン | タイプ: ほのお/ ゴースト   | 高さ: 1.6m       | 重さ: 62.0kg |
| 特性: もらいび           | かくれ特性: くだけるよろい | 進化前: カルボウ | 進化後: なし |

2本の剣を持つ戦士のようなポケモン。カルボウにノロイノヨロイを使用する事でこの姿になる。怨念の染みついた古い鎧を身に纏っている。炎とゴーストのエネルギーで出来た剣は戦いになると火力が上がって大剣となり、この大剣に斬られると、生命エネルギーが流出するほどの傷を負うと言う。だまし討ち・闇討ちなど「手段を選ばず戦う」事を好む性格で、素早い動きで接近し、大剣で容赦なく斬りつける。
専用技の「むねんのつるぎ」はこの世への未練を込めた剣先で斬りつけ、傷口から生命エネルギーを吸い取り与えたダメージの半分の体力を回復させるほのおタイプの物理技。
トレーナーではタクシードライバーのマサトシが使用する。
テレビアニメ第8シリーズ（『リコとロイの旅シリーズ』）ではエクスプローラーズのメンバーでありリーダーでもあるアメジオ（声 - 堀江瞬）のパートナーとして第1話から登場。上記と後述する幼少期のアメジオの時からカルボウとしてゲットされ、物語の冒頭以前から進化を果たしている。かなり高い実力の持ち主だが、寡黙であり唸り声を頻繁に挙げることが多い。また、潜水艇にいる時はモンスターボールから出している描写が第21話のラストシーンで判明した。使用する技は「むねんのつるぎ」、「サイコカッター」、「つじぎり」（いずれも第1話から使用）、「ゴーストダイブ」（第3話から使用）。また、かくれ特性「くだけるよろい」を持つ個体である。他にも第2話から使用されたオープニング映像と第26話（『テラパゴスのかがやき』第1話）から変更されたオープニング映像およびエンディング映像にも登場。なお、第26話から変更されたオープニング映像ではアメジオのアーマーガアとトレーニングを行っている様子が描かれた。声優は同じくエクスプローラーズのメンバーであるジル役の田邊幸輔（第34話のエンディングクレジットで判明）。第92話と第104話でアメジオの実家に飾ってある幼少期のアメジオと隣に写った写真のカルボウとは同一の存在。リコのカルボウとバトルを挑んだ。

## ズピカ
| 分類: でんきおたまポケモン   | タイプ: でんき       | 高さ: 0.3m   | 重さ: 0.4kg        |
| 特性: マイペース/ せいでんき | かくれ特性: しめりけ | 進化前: なし | 進化後: ハラバリー |

オタマジャクシと電球をモチーフにしたポケモン。尻尾を振って発電し、蓄えた電気で浮遊する。雷雲の時はかなり高く浮遊する。ピンチの時に頭を点滅させて仲間に伝える。
ハッコウシティの電力は大量のズピカが頑張って発電している。
テレビアニメでは第8シリーズで初登場を果たし、第42話で鍵をなくした少年のポケモンとして登場。

## ハラバリー
| 分類: でんきがえるポケモン       | タイプ: でんき       | 高さ: 1.2m     | 重さ: 113.0kg |
| 特性: でんきにかえる/ せいでんき | かくれ特性: しめりけ | 進化前: ズピカ | 進化後: なし  |

ズピカの進化形。進化したことにより緑色のベルツノガエルかフクラガエルのようなずんぐりとした姿となった。目玉に見える部分は実はコブで、鼻に見える部分が目であるため、顔つきはほぼズピカのままになっている。このコブは電気を放出させるだけでなく、アメモースの様に大きな目玉に見間違えさせる事で威圧感を与える役割もある。体を伸び縮みさせて「へそダイナモ」と呼ばれる腹部の器官で発電する。相手に攻撃されるまで気づかないほどのん気な性格で、育成する上では攻撃されなくてもバトルを始められるようにやる気を出させるのが大変といわれる。日没後に「ぐもー、ぐもー」という音を出すが、これは鳴き声ではなく空腹を主張している音らしい。鈍重そうな見た目とは裏腹に素早い動きを得意とする。ドクロッグに続くみずタイプを持たないカエルポケモン。
専用特性の「でんきにかえる」は相手から攻撃を受けると「じゅうでん状態」になり、次の行動時に使用するでんき技の威力を2倍に上げる。
トレーナーではジムリーダーのナンジャモが使用し、彼女のパートナーになっている。
テレビアニメ版では第7シリーズ第143話（『めざせポケモンマスター』第10話）のおまけコーナーである「ポケなぞ」の正解として初登場。アニメ第8シリーズ（『リコとロイの旅シリーズ』）では第15話にてゲームと同様にジムリーダーのナンジャモ（声 - 本渡楓）のパートナーとして登場。50話にてテラスラル研修の基礎テストでドットのクワッスとバトルし、「スパーク」の溜め中に避けられるも、「みずでっぽう」を食らったことで特性「でんきにかえる」が発動。威力の上がった「ほうでん」や「スパーク」でダメージを与え、「けたぐり」や「みずでっぽう」のダメージを「なまける」で回復するなど応戦するも、「みずでっぽう」でステージが水浸しになったことで「ほうでん」を使った直後に配信が停止。うろたえている間にクワッスがテラスタルし、「けたぐり」と新たに覚えた「アクアブレイク」でダメージを受けるも、配信が復活したことで同じくテラスタルし、最後は「ほうでん」と「アクアブレイク」の激突により勝利（基礎テストは合格）。使用技は「スパーク」「ほうでん」「なまける」。また、同話の「ポケモンゼミ」ではキャプテンピカチュウと共に屈伸し、電気を発動させ、それを見ていたコダック（声 -  寺崎裕香）を驚かせた。第55話ではクワッスとタッグを組み、ポピーのダイオウドウとデカヌチャンとバトル。ドットのクワッスのステップにより「でんきにかえる」が発動し、最後は威力の上がった「でんじほう」でダイオウドウを倒し、ポピーに勝利する（四天王は一体でも倒されると敗北となるハンデがあったため）。他にも第26話から変更されたエンディング映像にも登場。声優はリコのニャオハ→ニャローテ→マスカーニャ役の林原めぐみ（第50話にて判明）。
ゲーム『スカーレット・バイオレット』のストーリーの前日譚を描いたWEBアニメ『放課後のブレス』ではゲーム本編と同様にナンジャモ（声 - ファイルーズあい）のパートナーとして第4話の映像のみで登場。
アプリゲーム『ポケモンマスターズEX』ではゲーム『スカーレット・バイオレット』の本編と同様にナンジャモ（声 - ファイルーズあい）が使用。

## カイデン
| 分類: うみつばめポケモン         | タイプ: でんき/ ひこう | 高さ: 0.4m   | 重さ: 3.6kg          |
| 特性: ふうりょくでんき/ ちくでん | かくれ特性: かちき     | 進化前: なし | 進化後: タイカイデン |

ウミツバメをモチーフにしたポケモン。翼の骨は風を受け流すことで電気を作ることができ、海に飛び込んでサシカマスなどの獲物を感電させて捕える。海岸の崖に巣を作り、この巣はパチパチ弾ける不思議な食感で人気の珍味。
系統専用特性の「ふうりょくでんき」は「かぜおこし」や「ぼうふう」など風の技を受けるとじゅうでん状態になる。
トレーナーではジムリーダーのナンジャモが初戦で先発として使用。
テレビアニメ第8シリーズ（『リコとロイの旅シリーズ』）ではもう一人の主人公であるロイ（声 - 寺崎裕香）のポケモンとして第13話から登場。通常の個体よりも小柄で、気弱で負けず嫌いな性格。当初はロイがホゲータにあげたサンドウィッチを横取りした事でバトルとなり、空腹である事に気づかれ半分を分け与えられるが、結局全部を強引に食べていた。しかし、本当は飛ぶのが苦手な野生の個体であり、近くに群れがいるにもかかわらずに一匹でいた恐怖からか飛べない事が判明する（第13話の時点で走ってる場面しかなかったのはその為）。続く第14話においてロイに飛行できるように特訓してもらい、ランドウから借りた釣竿を使った命綱で練習した時に翼の電撃でロープが焼き切れた際に群れと共に飛べるようになる。その後、見届けたロイはカイデンと別れる事にしたが、カイデンは群れの仲間と別れ彼と共に冒険する事を決め、強風で落下しそうなところをゲットされた事で正式にロイの手持ちとなった。ホゲータとはゲット前から対立することが多かった。使用する技は「つつく」、「さわぐ」、「スパーク」。特性は「ふうりょくでんき」。声優はライジングボルテッカーズのメンバーでありメカニック担当でもあるオリオ役の佐倉綾音（第23話のエンディングクレジットで判明）。別個体としては42話にてタイカイデンの巣にいたポケモンとして2匹登場。52話で進化する。他にも第26話（『テラパゴスのかがやき』第1話）から変更されたオープニング映像およびエンディング映像にも登場。

## タイカイデン
| 分類: ぐんかんどりポケモン       | タイプ: でんき/ ひこう | 高さ: 1.4m       | 重さ: 38.6kg |
| 特性: ふうりょくでんき/ ちくでん | かくれ特性: かちき     | 進化前: カイデン | 進化後: なし |

カイデンの進化形。進化前より体が大きくなり、グンカンドリのような外見となった。のど袋に翼で作った電気を溜めて膨らませて増幅させる。風に乗って1日700キロ飛行する。実際のグンカンドリ同様、羽の油分が少なく泳ぎは苦手。
トレーナーではジムリーダーのナンジャモが初戦で使っていたカイデンから進化する形で再戦時に先発として使用。
アニメ版ではゲーム『スカーレット・バイオレット』のストーリーの前日譚を描いたWEBアニメ『放課後のブレス』で初登場を果たし、第2話にてゲーム本編では使用しなかったネモ（声 - 松井恵理子）のポケモンとして登場。アリキスとのバトルで使用し、初戦ではマスカーニャに勝利したものの、再戦ではキョジオーンが使用した効果抜群の「いわなだれ」で敗北した。また、第4話にて野生の個体が登場。
テレビアニメ第8シリーズでは第42話にて1匹のカイデンをイルカマンに助けてもらったポケモンとして登場。52話ではロイを助けるためにカイデンが進化した。進化したことで通常と同じ大きさになり、クールかつ大人びた性格に成長した。また、喧嘩することも多かったホゲータとも仲良くなっている。声優は畠中祐。

## オラチフ
| 分類: わかぞうポケモン | タイプ: あく         | 高さ: 0.7m   | 重さ: 16.0kg         |
| 特性: いかく/ にげあし | かくれ特性: はりこみ | 進化前: なし | 進化後: マフィティフ |

ハイエナに似たイヌ型のポケモン。相手になめられないように常に牙をむき出したしかめっ面をしているが、泣いている子供に笑われてしまう。発達したアゴと牙は岩をも噛み砕き、厚い脂肪は抜群の防御力を持つ。「わかぞうポケモン」の分類の通り人間でいうところの不良やチンピラのようなポケモン。

## マフィティフ
| 分類: おやぶんポケモン | タイプ: あく         | 高さ: 1.1m       | 重さ: 61.0kg |
| 特性: いかく/ ばんけん | かくれ特性: はりこみ | 進化前: オラチフ | 進化後: なし |

オラチフの進化形。進化して大きな体と黒く長いヒゲを生やした老犬のような風貌をしている。基本的に温厚で子供と遊ぶのが大好きだが、家族を守る時に形相が変わる。大きなのど袋に溜めたエネルギーを一気に放出して敵を吹き飛ばす。大型犬種マスティフをモチーフに、分類の通りマフィアのボスをイメージを付加したポケモン。
専用特性の「ばんけん」は「いかく」で攻撃が下がらず逆に攻撃が上がるだけでなく、「ほえる」や「レッドカード」など交代させる技や道具の効果も受けなくなり、他にもイイネイヌの隠れ特性としても登場する。
本編では主人公の先輩であるペパーの相棒でありパートナーとして登場。通常よりも高齢の個体で、終盤で明かされるある出来事がきっかけで回復アイテムおよびポケモンセンターでも回復不可能な状態になっていたが、秘伝スパイスを使ったサンドウィッチを食べたことで徐々に回復し、完全に回復した後は彼のエースポケモンとなり、あくタイプへのテラスタルを行う。他にもスター団あく組チーム・セギンのボスであるピーニャが再戦時に使用する。
漫画『ポケットモンスターSPECIAL スカーレット・バイオレット編』ではゲームと同様にペパーの相棒として第2話から登場。

## シルシュルー
| 分類: どくねずみポケモン     | タイプ: どく/ ノーマル     | 高さ: 0.2m   | 重さ: 0.7kg        |
| 特性: かるわざ/ わるいてぐせ | かくれ特性: いたずらごころ | 進化前: なし | 進化後: タギングル |

トガリネズミに似たポケモン。温厚だが怒ると毒をしみこませた前歯で噛みつき痺れさせる。縄張りに敵が入ってこないように刺激臭がする毒液で巣の周りに図形を描く。
トレーナーではテーブルシティで戦うスター団の女性したっぱや、どく組チーム・シーのアジトで戦うポケモントレーナーであり協力者のヒロノブやしたっぱたちが団ラッシュで使用する。
テレビアニメ第8シリーズ（『リコとロイの旅シリーズ』）では第13話にて初登場。野生の個体として登場し、ロイのホゲータの歌声とカイデンの鳴き声に驚き、他のポケモンたちと共に逃げ出してしまう。
漫画『ポケットモンスターSPECIAL スカーレット・バイオレット編』では東1番エリア（ゲーム本編ではテーブルシティ）でボタンを勧誘していたスター団の女性したっぱがゲームと同様に使用したポケモンとして第3話で登場。ゲーム本編では覚えていない「どくどくのキバ」を使用した。

## タギングル
| 分類: どくざるポケモン   | タイプ: どく/ ノーマル     | 高さ: 0.7m           | 重さ: 27.2kg |
| 特性: かるわざ/ どくしゅ | かくれ特性: いたずらごころ | 進化前: シルシュルー | 進化後: なし |

シルシュルーの進化形。進化してネズミのような姿からアイアイのような姿になった。食べた物によって色が変わる毒素のある唾液を持っており、口から噴射したり、毒を塗った爪で引っかいたりする。危険を感じると体内の毒は急激に強くなり、吸い込むと3日間動けなくなるほどの猛毒になる。夜行性で毒の唾液を塗った指で縄張りの木々に模様を描いて回る。唾液から出す甘く芳しい匂いに引き寄せられたむしポケモンは動けなくなり、明け方になると動けなくなった獲物を捕らえる。
専用技の「うつしえ」は自分を含む味方全員の特性を指定した相手一体と同じ特性に書き換えるノーマルタイプの変化技だが、サーフゴーの「おうごんのからだ」やミミッキュの「ばけのかわ」など一部の固有かつ特異な特性は書き換えができない。
トレーナーではスター団どく組チーム・シーのしたっぱたちが団ラッシュで使用する。
テレビアニメ版では第7シリーズ第137話および第138話（『めざせポケモンマスター』第1話および第2話）のおまけコーナー「愛と真実の悪を貫くロケット探検団」においてロケット団が持っていたパルデア地方を紹介する雑誌にあるコライドンとミライドンの情報を隠した袋とじに描かれた形で初登場（第1話・第2話においては表情が異なっていた）。第8シリーズ（『リコとロイの旅シリーズ』）では第3話から使用されたエンディング映像で登場（第25話まで使用）。実物は第48話から登場しており、毒の唾液で何かを描いているシーンがあった。

## アノクサ
| 分類: ころがりくさポケモン | タイプ: くさ/ ゴースト | 高さ: 0.6m   | 重さ: 0.6kg          |
| 特性: かぜのり             | かくれ特性: すりぬけ   | 進化前: なし | 進化後: アノホラグサ |

タンブルウィード（転がり草）をモチーフにしたポケモン。成仏できない魂が風に吹かれているうちに枯草を巻き込んでポケモンになった。ただひたすら風任せに自分でも行き先を知らないまま荒野を転がり続けている。水や雨に濡れるのが嫌い。
特性の「かぜのり」は「おいかぜ」が吹いている状態や、「かぜおこし」「ねっぷう」「ようせいのかぜ」など風の技を受けるとダメージを受けずに自分の攻撃を上げる。系統専用特性だったが、「碧の仮面」で「はやおき」から変更される形でダーテングも所有している。
テレビアニメ第8シリーズ（『リコとロイの旅シリーズ』）では第10話にて本物ではないが、ジムリーダーのコルサ（声 - 中井和哉）の作品として初登場（アトリエの入り口にあるランプの上あたりに2つあった）。実物としては第35話にて登場。フリードの友人・シャイン（声 - 野島健児）のポケモンとして登場。ポケモンハンターの男性ボス（声 - 最上嗣生）とその部下（声 - 光部樹、梶川翔平、中西正樹）、可愛いポケモンを集める大ボスのお嬢（声 - 伊瀬茉莉也）に捕まっていたが、フリードの計らいによってアノホラグサに進化する。
ゲーム『スカーレット・バイオレット』のストーリーの前日譚を描いたWEBアニメ『放課後のブレス』では第4話にてロースト砂漠に生息する野生の個体が登場。

## アノホラグサ
| 分類: ころがりくさポケモン | タイプ: くさ/ ゴースト | 高さ: 1.2m       | 重さ: 6.0kg  |
| 特性: かぜのり             | かくれ特性: すりぬけ   | 進化前: アノクサ | 進化後: なし |

アノクサの進化形。アノクサをレッツゴー状態で1000歩以上連れ歩きした後にレベルアップすると進化する。進化して体が大きくなり口も付いた。乾燥地帯を放浪しており、ごくまれに大量発生して町一つを埋め尽くしてしまう。頭を開いて獲物を飲み込み、成分を吸い取ると残った身体だけ吐き出して捨てる。
テレビアニメ第8シリーズでは第35話にて登場。シャインのアノクサがポケモンハンターに捕まっていたところをフリードの計らいによって進化し、威力の上がった「パワーウィップ」で檻を壊して脱出した後、無事にシャインの元に帰ってきた。

## ノノクラゲ
| 分類: きくらげポケモン | タイプ: じめん/ くさ | 高さ: 0.9m   | 重さ: 33.0kg       |
| 特性: きんしのちから   | かくれ特性: なし     | 進化前: なし | 進化後: リククラゲ |

メノクラゲに似ているがリージョンフォームではなく全くの別種のキノコのポケモン。モチーフのキクラゲもキノコの仲間なのでクラゲとは無関係であり、体はピンク色で頭部には黄色い模様がある。下部には2本の触手が細長く伸びており、直立できるどころか50キロものスピードで走ることもできる。湿度の高い森の中で暮らしている。体の一部は強風に煽られるなどで剥がれ落ちやすいが、歯ごたえがあってとても美味しい。
系統専用特性の「きんしのちから」は変化技を出す時に必ず後攻になる代わりに相手の特性に邪魔されない。
トレーナーでは主人公の先輩であるペパーが潜鋼のヌシ・ミミズズ戦で手に入れそのまま手持ちに加えた後、リククラゲに進化した。
テレビアニメでは第8シリーズの51話にて初登場。野生の個体が複数登場。谷の上に蔓が被さって困っていたが、リコのニャローテの「マジカルリーフ」で蔓を取り除かれた。その後、強風に煽られて、体の一部を剥がし花ばしらを作った。声優は大谷育江、八代拓、浪川大輔など。

## リククラゲ
| 分類: きくらげポケモン | タイプ: じめん/ くさ | 高さ: 1.9m         | 重さ: 58.0kg |
| 特性: きんしのちから   | かくれ特性: なし     | 進化前: ノノクラゲ | 進化後: なし |

ノノクラゲの進化形。ドククラゲに似た外見だが、進化前と同様にリージョンフォームではない全くの別種のポケモン。黒い笠と細長い口、黄色い10本の触手が特徴。森の奥に集団で暮らすコロニーを作っており、よそ者が入って来るのを嫌っており侵入すると触手で絡めとって養分を吸い取り苦しめる。裾のヒダは珍味で人気。
トレーナーでは主人公の先輩であるペパーがノノクラゲから進化する形で使用。
テレビアニメでは第8シリーズの第31話にて野生のポケモンとして登場。六英雄のラプラスの仲間でエテボースと共に登場。エテボースと共に船内から食料を盗んだり、ロイのホゲータに泥を浴びせるなど悪役のようなポジションとなっている。

## ガケガニ
| 分類: まちぶせポケモン               | タイプ: いわ               | 高さ: 1.3m   | 重さ: 79.0kg |
| 特性: いかりのこうら/ シェルアーマー | かくれ特性: さいせいりょく | 進化前: なし | 進化後: なし |

ケガニのようなポケモンだが海ではなく荒野や山岳地帯に生息する。体のところどころに生えた毛が特徴。大きな目玉はヤンヤンマと同じく死角なく見渡すことができ、真上からの奇襲を狙うため、断崖に逆さまにへばりついて待ち伏せしている。ただし、頭に血が上って目を回すことが多いため、その体勢で長時間待ち続けるのは苦手。ハサミは強力で一度掴んだら放さない。片方のハサミで相手を捕え、もう片方のハサミで相手の守りを崩して急所を突く戦法が得意。ハサミは戦いの最中などに捥げやすいが、しばらくするとまた生えてくる。この捥げたハサミはパルデア地方の一部では貴重な食材となっている。カニがモチーフだがマケンカニ同様、みずタイプではない。
専用特性の「いかりのこうら」は相手の攻撃で体力が半分になると防御と特防が下がる代わりに、攻撃・特攻・素早さが上がるという「からをやぶる」の特性版。
ボウルタウン近郊の崖地帯に秘伝スパイス（ひでん：あまスパイス）を食べて巨大化し、「岩壁のヌシ」となっている。
テレビアニメ第8シリーズ（『リコとロイの旅シリーズ』）では第3話から使用されたエンディング映像で初登場（第25話まで使用）。実物としては43話にて登場。野生の個体が5匹おり、スナップ小僧の一人を襲うもイルカマンとマイティGの活躍により落ち着きを取り戻す。使用技は「シザークロス」。48話では別個体が登場、ハサミで釘打ちをしていた。

## カプサイジ
| 分類: ハバネロポケモン     | タイプ: くさ         | 高さ: 0.3m   | 重さ: 3.0kg          |
| 特性: ようりょくそ/ ふみん | かくれ特性: ぶきよう | 進化前: なし | 進化後: スコヴィラン |

ハバネロをモチーフにしたポケモン。一見すると河童や幼児のように見えるが皿や帽子に見える部分は蔕。太陽の光を浴びれば浴びるほど体内の辛み成分が増えて技が辛くなる。抜けた前歯はとても辛く、それを使用したパルデアの郷土料理は激辛である。名前の由来はトウガラシなどの辛み成分「カプサイシン」。
テレビアニメでは第8シリーズの第52話にて野生の個体が登場。ロイのホゲータからウブの実をもらって食べていたが気配に気づき逃げ出す。その後、崖から滑り落ちていたがカイデンに助けられる。第102話ではオレンジアカデミーの学生カラトウ（声 - 三川華月）のポケモンとして登場した。

## スコヴィラン
| 分類: ハバネロポケモン     | タイプ: くさ/ ほのお | 高さ: 0.9m         | 重さ: 15.0kg |
| 特性: ようりょくそ/ ふみん | かくれ特性: ムラっけ | 進化前: カプサイジ | 進化後: なし |

カプサイジの進化形。ジヘッドやパンドンの様な双頭の怪獣じみた体格が特徴。辛み成分を炎エネルギーに変えて炎を吐くレッドヘッド（左）と、辛み成分に脳が刺激化された凶暴に暴れだすグリーンヘッド（右）の2つの顔を持っている。名前の由来は辛さの単位である「スコヴィル値」から。くさタイプでありながら進化には「ほのおのいし」が必要。
専用技の「ハバネロエキス」は相手に辛いエキスを吹きかけて、攻撃を2段階上げると同時に防御を2段階下げるくさタイプの変化技。
トレーナーでは主人公の先輩であるペパーが土震のヌシ・イダイナキバ／テツノワダチ戦で繰り出し、そのまま手持ちに加えている。他にもスター団ほのお組チーム・シェダルのしたっぱたちがクリア後の団ラッシュで使用する。

## シガロコ
| 分類: ころがしポケモン | タイプ: むし       | 高さ: 0.2m   | 重さ: 1.0kg      |
| 特性: ふくがん         | かくれ特性: だっぴ | 進化前: なし | 進化後: ベラカス |

フンコロガシをモチーフにしたポケモン。エスパーエネルギーを混ぜ込んだ土と砂で泥玉（現実のフンコロガシにおける糞）を作る。泥玉は命の次に大切な物で、転がすことで進化エネルギーを熟成させる。「転がし」を逆から読んだ文がそのまま名前になっている。
また、ゲーム本編では顔は泥玉に隠れているため顔は見えにくいが、ポケモンの数が1008種類となったことを記念した公式動画「Pokémon 1008 ENCOUNTERS（ポケモン ワンハンドレッドエイト エンカウンターズ）」およびゲーム中のポケモン図鑑の表紙写真にて、太いつながり眉毛とジト目の寝ぼけた表情をしていることが判明した。
アニメ版ではゲーム『スカーレット・バイオレット』のストーリーの前日譚を描いたWEBアニメ『放課後のブレス』で初登場を果たし、第4話にてロースト砂漠に生息する野生の個体が登場。

## ベラカス
| 分類: ころがしポケモン | タイプ: むし/ エスパー | 高さ: 0.3m       | 重さ: 3.5kg  |
| 特性: シンクロ         | かくれ特性: テレパシー | 進化前: シガロコ | 進化後: なし |

シガロコの進化形。シガロコをレッツゴー状態で1000歩以上連れ歩きした後にレベルアップさせると進化する。空中に浮いた紫色の泥玉の下に虫がぶら下がったような外見をしている。玉の中に赤ん坊が入っており、足で回してあやしている。しかし、虫の方はそれ以外で動く事がほとんどないため、泥玉の中にいる赤ん坊の方が本体なのではないかとも考えられている。赤ん坊は普段は見えないが、強力なエスパー技を使う時だけに見える。

フンコロガシの古代エジプト語訳のスカラベ（scarab）を逆から読んだ文がそのまま名前になっている。

## ヒラヒナ
| 分類: フリルポケモン         | タイプ: エスパー   | 高さ: 0.2m   | 重さ: 1.5kg          |
| 特性: きけんよち/ おみとおし | かくれ特性: かそく | 進化前: なし | 進化後: クエスパトラ |

ヒナ鳥のような姿をしたポケモン。黄色い体とフリルのような羽毛が特徴。羽毛の下から放射するサイコパワーでわずか1センチだけ爪先が地面から浮いている。荒れ地を走り回って暮らしており、木の実が大好物でそれを相手に取られると追いかけ回して復讐するという。鳥モチーフでありながらエスパータイプであり、ひこうタイプは加わらないが、技は覚えられる。
漫画『ポケットモンスターSPECIAL スカーレット・バイオレット編』では野生の個体として第3話で登場。

## クエスパトラ
| 分類: ダチョウポケモン       | タイプ: エスパー   | 高さ: 1.9m       | 重さ: 90.0kg |
| 特性: びんじょう/ おみとおし | かくれ特性: かそく | 進化前: ヒラヒナ | 進化後: なし |

ヒラヒナの進化形。進化したことでダチョウのような姿となったが、同じくダチョウに似ているドードーとドードリオに比べてそれらしい外見となっている。見かけによらず気性は荒く、大きな瞳からサイコパワーを浴びせて相手を動けなくする。フリルのようなカラフルな羽毛の隙間からサイコパワーを放出して時速200キロで疾走する。クレオパトラを思わせる女性的な外見だが、進化前共々オスも存在する。
また、パルデア地方ではヘアサロンのロゴになっている。
専用技の「ルミナコリジョン」は精神にも作用する奇妙な光を放って攻撃するエスパータイプの特殊技で、必ず相手の特防を2段階下げる強力な効果を持つ。専用特性の「びんじょう」は相手の上がった能力に便乗して自分も能力を上げる。
デザインはありがひとしが担当した。
トレーナーではジムリーダーのリップが使用する他、トップチャンピオンのオモダカも使用。いずれの個体も性別はメスで、特性は「びんじょう」となっている。
アニメ版ではゲーム『スカーレット・バイオレット』のストーリーの前日譚を描いたWEBアニメ『放課後のブレス』で初登場を果たし、ゲーム本編と同様にリップのパートナーとして第4話の映像のみで登場。この時は目の瞑り方が異なっており、ゲーム本編では水色の瞳を閉じるが、本作では外側も閉じていた。
テレビアニメでは第8シリーズの55話にてリップのポケモンとして登場。オニギリ（オニキス）のキョジオーンが倒されたため敗北に終わった。76話では野生の個体が登場。リキキリンとオアシスをめぐって縄張り争いをしていた。

## カヌチャン
| 分類: かなうちポケモン       | タイプ: フェアリー/ はがね | 高さ: 0.4m   | 重さ: 8.9kg          |
| 特性: かたやぶり/ マイペース | かくれ特性: わるいてぐせ   | 進化前: なし | 進化後: ナカヌチャン |

ピンク色の肌をした赤ん坊のようなポケモン。手には鉄くずを叩いて作ったがらがらのようなハンマーを持っており、納得できるまで作り直す。このハンマーを振り回して身を守るが、金属を食べるポケモンによく狙われる。カヌチャン系統はメスしか存在しない。
デザインは進化後共々水谷恵が担当した。
漫画『ポケットモンスターSPECIAL ソード・シールド編』では第43話（最終話）の24ページの6コマ目にてシルエットの状態として登場し、この回でパルデア地方のポケモンが初めて登場した。
テレビアニメでは第8シリーズにて第39話から登場。ドットと出会い、彼女と心を通わせゲットされる。怖がりな上に泣き虫な性格で、強面なポケモンを見ると泣き叫び逃げ出すのが癖。ドットからもらった（実際は奪った）マイクで作ったハンマーがお気に入り。声優はリコのニャオハ→ニャローテ→マスカーニャ役の林原めぐみ。
ゲーム『スカーレット・バイオレット』のストーリーの前日譚を描いたWEBアニメ『放課後のブレス』では第4話にて進化後のナカヌチャンと共にロースト砂漠に生息する野生の個体が登場。

## ナカヌチャン
| 分類: ハンマーポケモン       | タイプ: フェアリー/ はがね | 高さ: 0.7m         | 重さ: 59.1kg         |
| 特性: かたやぶり/ マイペース | かくれ特性: わるいてぐせ   | 進化前: カヌチャン | 進化後: デカヌチャン |

カヌチャンの進化形。進化して体型が一回りよくなり髪もポニーテールになった。金属のガラクタ山を住処にしている。大きなハンマーを作るためにキリキザンの群れを襲って金属を集め、仲間同士で打ち合って強度を試す。
アニメ版ではゲーム『スカーレット・バイオレット』のストーリーの前日譚を描いたWEBアニメ『放課後のブレス』で初登場を果たし、第4話にて進化前のカヌチャンと共にロースト砂漠に生息する野生の個体が登場。
テレビアニメでは第8シリーズにてドットのナカヌチャンが進化して第70話から登場。2体のオトシドリに苦戦するウェルカモに涙し、そのピンチを救うために進化し、新たに覚えた「じゃれつく」でオトシドリを撃退した。進化前の泣き虫な性格から勇敢でしっかりとした性格になった。同話のポケモンゼミでは大きくなったハンマーをうまく扱えず、ダグトリオ（声 - 田邊幸輔、光部樹、八代拓）を殴りそうになるシーンもある。声優は進化前同様、林原めぐみ（第70話にて判明し、本編では第97話のエンディングクレジットで判明）。

## デカヌチャン
| 分類: ハンマーポケモン       | タイプ: フェアリー/ はがね | 高さ: 0.7m           | 重さ: 112.8kg |
| 特性: かたやぶり/ マイペース | かくれ特性: わるいてぐせ   | 進化前: ナカヌチャン | 進化後: なし  |

ナカヌチャンの進化形。進化して髪が長くなり、ハンマーはさらに巨大化した。知能が高く、100キロもあるハンマーを軽々と振り回した豪快な戦法で欲しいものを奪い住処へ持ち帰る。ハンマーで岩を殴り飛ばしてアーマーガアを狙うため、パルデア地方でアーマーガアが「空飛ぶタクシー」の仕事を任せられない原因となった（そのため、代わりにイキリンコが担当している）。
専用技の「デカハンマー」は巨大なハンマーを豪快に振り回して相手を殴り飛ばすはがねタイプの物理技。高い威力を持つ代わりに2回連続で使用できないが、「はかいこうせん」や「ギガインパクト」などのように反動で動けなくなるわけではなく、この技を使った後は他の技しか使えなくなる。他の技も使えない（或いは覚えていない）場合は、立て続けに戦おうとすると「わるあがき」が発動する。
トレーナーでは四天王のポピーがエースポケモンとして使用し、はがねタイプにテラスタルさせる。
アニメ版ではゲーム『スカーレット・バイオレット』のストーリーの前日譚を描いたWEBアニメ『放課後のブレス』で初登場を果たし、第1話にてオレンジアカデミーの男性生徒のポケモンとして登場。本能のままにアーマーガアを追い回していたが、結局は逃げられた。
テレビアニメでは第8シリーズの55話にて四天王・ポピーのポケモンとして登場し、ロイのドットとナンジャモのハラバリーとバトル。ダイオウドウの連携によりノーダメージで圧倒するも、ダイオウドウがハラバリーに倒されたことにより敗北に終わる。使用技は「デカハンマー」「かわらわり」「いわくだき」。
アプリゲーム『ポケモンマスターズEX』ではゲーム『スカーレット・バイオレット』の本編と同じくポピー（声 - 長縄まりあ）が使用。

## ウミディグダ
| 分類: あなごポケモン   | タイプ: みず           | 高さ: 1.2m   | 重さ: 1.8kg        |
| 特性: ぬめぬめ/ びびり | かくれ特性: すながくれ | 進化前: なし | 進化後: ウミトリオ |

チンアナゴをモチーフにしたポケモン。外見はディグダに似ているが、リージョンフォームではない全く別のポケモンで、これは生息環境に適応して偶然似ているかららしい。ディグダ同様、白くて細長い身体を上半身だけ地上に出しており下半身がどうなっているのかは不明となっている。海中の餌を食べている。嗅覚が優れており、20メートル先のミガルーサの放つ臭いも嗅ぎ取ることができる。常に周囲を警戒している臆病な性格で、他のポケモンの臭いに気づくと砂の中に潜って身を隠す。
テレビアニメ第8シリーズ（『リコとロイの旅シリーズ』）では第3話から使用されたエンディング映像（第25話まで使用）で初登場し、本編では第16話にてハッコウシティ発シンオウ地方行きのフェリーにてモブで初登場。42話でも砂浜から顔を出す野生のポケモンとして登場。
ゲーム『スカーレット・バイオレット』のストーリーの前日譚を描いたWEBアニメ『放課後のブレス』では第4話にて南5番エリアにあるパルデア十景の一つである「ひそやかビーチ」に生息する野生の個体が3体登場。

## ウミトリオ
| 分類: あなごポケモン   | タイプ: みず           | 高さ: 1.2m           | 重さ: 5.4kg  |
| 特性: ぬめぬめ/ びびり | かくれ特性: すながくれ | 進化前: ウミディグダ | 進化後: なし |

ウミディグダの進化形。体色は真っ赤で岩の穴から3匹のウミディグダが顔を出したような姿をしている。ダグトリオのリージョンフォームとも考えられているが、全くの別種でれっきとした魚ポケモンである。見た目とは裏腹に気性が荒く、獲物を長い体で締め上げ巣穴に引きずり込む。
専用技の「トリプルダイブ」は息の合った飛び込みで相手に水しぶきを3回連続で浴びせるみずタイプの物理技で、命中判定は最初の1回のみ行う。
トレーナーではジムリーダーのハイダイが使用。
第8シリーズでは55話にてハイダイのポケモンとして登場。サンドウィッチ（サンゴ）のオニゴーリの「じばく」で巻き添えを食らうワンシーンのみの登場となった。

## オトシドリ
| 分類: おとしものポケモン   | タイプ: ひこう/ あく   | 高さ: 1.5m   | 重さ: 42.9kg |
| 特性: はとむね/ するどいめ | かくれ特性: いわはこび | 進化前: なし | 進化後: なし |

コウノトリのような姿をしたポケモン。胸の羽毛と抜け落ちた羽で作った袋に餌を入れて巣に持ち運ぶ。また、高いところから大きな音のする物を落として遊び喜ぶ。また、敵と判断した相手には岩を落とすこともある。
かくれ特性の「いわはこび」はいわタイプの技の威力が1.5倍に上がる特性で、ダダリンの「はがねつかい」に似た特性。
セルクルタウン北西の山岳地帯である西1番エリアにいる個体が秘伝スパイス（ひでん：にがスパイス）を食べて巨大化し、「大空のヌシ」となった個体がおり、山道に岩を落としていた。
アニメ版ではゲーム『スカーレット・バイオレット』のストーリーの前日譚を描いたWEBアニメ『放課後のブレス』で初登場を果たし、第4話にて本編と同様に「大空のヌシ」になった個体が登場。
テレビアニメでは第8シリーズから登場。70話で野生の個体が2体登場。カヌチャンのハンマーの材料に使っていた鉄の板を狙う。野生ポケモンとしては初のテラスタルポケモンである。ドットのウェルカモを苦戦させるもその姿を見て涙し進化したナカヌチャンに敗北した。使用技は「いわおとし」「はたきおとす」「ふいうち」。声優は田邊幸輔、光部樹で、光部演じる個体がテラスタルした。

## ナミイルカ
| 分類: イルカポケモン | タイプ: みず     | 高さ: 1.3m   | 重さ: 60.2kg       |
| 特性: みずのベール   | かくれ特性: なし | 進化前: なし | 進化後: イルカマン |

イルカをモチーフにしたポケモン。尾びれのリングで仲間と遊ぶのが大好き。これは頭上の鼻の穴の粘着液と海水が混ざって出来たもの。超音波で生き物の気持ちを察知する。カマスジョーの群れとは餌を巡ってよく争っている。
テレビアニメ第8シリーズ（『リコとロイの旅シリーズ』）では第1話の冒頭で初登場し、第25話でのイメージ映像でも登場。実物は第43話で野生のポケモンとして数体登場。
ゲーム『スカーレット・バイオレット』のストーリーの前日譚を描いたWEBアニメ『放課後のブレス』では第4話にて南5番エリアにあるパルデア十景の一つである「ひそやかビーチ」に生息する野生の個体が2体登場。

## イルカマン
| 分類: イルカポケモン   | タイプ: みず     | 高さ: 1.3m         | 重さ: 60.2kg |
| 特性: マイティチェンジ | かくれ特性: なし | 進化前: ナミイルカ | 進化後: なし |

ナミイルカの進化形。特性「マイティチェンジ」によって「ナイーブフォルム」から「マイティフォルム」にフォルムチェンジする。進化のためにはユニオンサークルで通信中にナミイルカを特定レベル以上にアップさせる必要がある。
ナイーブフォルム
進化前と見た目や身体能力は大差ないが、胸部分にハート型の模様がある。仲間がピンチの時に姿を変えてパワーアップするが、その瞬間は誰にも見せない。
マイティフォルム
分類:ヒーローポケモン　高さ:1.8m　重さ:97.4kg。
ナイーブフォルムを一旦交代して再び出した後に変化する姿。立ち上がり筋肉質のアメコミ風のヒーローを思わせる姿となった。太古の遺伝子が覚醒し、片ヒレでクルーズ船を軽々持ち上げる怪力と溺れている人とポケモンを助ける500ノットの泳ぎを得意とする海のヒーロー。他にも尻尾のリングを浮き輪代わりにしたり遠くの物を見渡せる透き通った目を持っている。弱点は胸のハート模様で攻撃されると弱ってしまう。
専用技の「ジェットパンチ」は目にも止まらぬ速さで相手に殴りかかる必ず先制できるみずタイプの物理技で、同じくみずタイプの先制技である「アクアジェット」より威力が高い。
テレビアニメでは第8シリーズで初登場を果たし、第42話で登場。海のヒーローで、困った人やポケモンがいればすぐさま駆け付け救出する。ただし、変身させる姿は誰にも見せない。ランドウ/マイティGとは元々ゲットしたかのように言うことが聞けて、彼が「アレ」としか言わなかったのを理解できていた。
『ポケットモンスターSPECIAL スカーレット・バイオレット編』では、女主人公のスカーレット・コイトの手持ちとして9話から登場する。

## ブロロン
| 分類: たんきとうポケモン | タイプ: はがね/ どく       | 高さ: 1.0m   | 重さ: 35.0kg         |
| 特性: ぼうじん           | かくれ特性: スロースタート | 進化前: なし | 進化後: ブロロローム |

単気筒をモチーフにしたポケモン。エンジンと一輪が特徴。スクラップ工場に放置されていたエンジンに謎の毒ポケモンが入り込んで生まれたと言われている。鋼のボディが本体で、岩に張り付き成分をエネルギーに変えて活動する。
デザインは進化後共々コザキユースケが担当した。
トレーナーではスター団どく組チーム・シーのしたっぱたちがクリア後の団ラッシュで使用する。
テレビアニメでは第8シリーズで初登場を果たし、第49話で野生の個体が登場。ぐるみんの着ぐるみを奪いドットのクワッスとバトルする。最初はクワッスを圧倒したものの、クワッスの「みずでっぽう」で引きつきけられた直後に「けたぐり」を食らい、「みずでっぽう」で敗北。その後は引きつけられた時のステップを気に入りクワッスと意気投合する。

## ブロロローム
| 分類: たきとうポケモン | タイプ: はがね/ どく   | 高さ: 1.8m       | 重さ: 120.0kg |
| 特性: ぼうじん         | かくれ特性: フィルター | 進化前: ブロロン | 進化後: なし  |

ブロロンの進化形。進化して円筒形の口と一つ目、多気筒エンジンを持つ四駆車に似た外見となった。8つのシリンダーから毒素と岩の成分を混ぜた排気ガスを爆発させエネルギーを作る。排気音で相手を激しく威嚇し、舌から毒液をまき散らす。
専用技の「ホイールスピン」はタイヤに似た足に負荷をかけて回転しダメージを与えるはがねタイプの物理技で、使用後は自分の素早さが2段階下がる。
トレーナーではスター団どく組チーム・シーのボスであるシュウメイがエースポケモンとして使用する。また、したっぱたちもクリア後の団ラッシュで使用する。
スターモービル
スター団の乗り物で、それぞれ独自のタイプ・特性・専用技を持っている。
初戦でスター団のボスの手持ちポケモンを全て倒し切った後、最後の一体として出撃する。また、出撃する時にこちらのポケモンを入れ替えることはできず、状態異常（バインド状態も含む）や急所を全て無効化する他、テラスタルしている扱いのためタイプや特性を書き換えることもできない。また、通常のブロロロームとは異なり、性別は存在しない。
なお、このブロロロームはアカデミーの校則に違反する存在であるためか、『ソード・シールド』のムゲンダイナのムゲンダイマックスと同様にプレイヤーが使用することはできない。野生で出現することもなく、メタモンで変身することもできず、図鑑にも登録されない。
ちなみによく見ると、2体のブロロンがタイヤの部分を担当している。
セギン・スターモービル
タイプ：あく、特性:いかく
ピーニャが使用。専用技の「ダークアクセル」は10%の確率で相手をねむり状態にするあくタイプの物理技。
シェダル・スターモービル
タイプ：ほのお、特性:かそく
メロコが使用。専用技の「バーンアクセル」は30%の確率で相手をやけど状態にするほのおタイプの物理技。
シー・スターモービル
タイプ：どく、特性:どくげしょう
シュウメイが使用。専用技の「ポイズンアクセル」は30%の確率で相手をどく状態にするどくタイプの物理技。
ルクバー・スターモービル
タイプ：フェアリー、特性:ミストメイカー
オルティガが使用。専用技の「マジカルアクセル」は30%の確率で相手をこんらん状態にするフェアリータイプの物理技。
カーフ・スターモービル
タイプ：かくとう、特性:じきゅうりょく
ビワが使用。専用技の「ファイトアクセル」は30%の確率で相手をまひ状態にするかくとうタイプの物理技。
アニメ版ではゲーム『スカーレット・バイオレット』のストーリーの前日譚を描いたWEBアニメ『放課後のブレス』で初登場を果たし、第3話にてカーフ・スターモービルの個体が登場し、グリーンフェザーのイキリンコが威嚇したことで怒りにより熱で暴走してしまうも、ビワがコノヨザルに渡されたラムの実を食べさせたことでおとなしくなった。

## モトトカゲ
| 分類: ライドポケモン | タイプ: ドラゴン/ ノーマル | 高さ: 1.6m   | 重さ: 63.0kg |
| 特性: だっぴ         | かくれ特性: さいせいりょく | 進化前: なし | 進化後: なし |

緑色のトカゲのようなポケモン。古くからパルデア地方の多くの家庭で人々と生活してきたポケモンで、とても穏やかな性質。起伏の激しいパルデア地方では自転車での移動が不向きな事から、人々は日常的に背中に乗って移動する（ただしプレイヤーは乗れない）。なお、モトトカゲの体にハンドルの様に掴まるための突起がないため、乗る際には背中に鞍のようなものを取り付ける。ドラゴンタイプのため寒さに弱く、乗った人の体温で寒さを凌ぐ。そのためラプラスなどと同様人を背中に乗せるのを嫌がらない。最高速度は120kmほど。固い頭としなやかで太い尻尾は走行時の衝撃を和らげたりバランスを取るためだけでなく、バトルにおいても強力な攻撃手段として役立つ。両頬には方向指示器を彷彿とさせるオレンジ色の器官があるが、この器官が何のためのものなのか（そもそも器官ではなくただの模様なのか）は不明。
「しっぽきり」はモトトカゲとミミズズの専用技で、自分の体力を削って身代わりを作り控えのポケモンと交代するノーマルタイプの変化技。
トレーナーではスター団各タイプのアジトのしたっぱたちがクリア後の団ラッシュでタイプに関わらず使用する。
テレビアニメ第8シリーズ（『リコとロイの旅シリーズ』）では第3話から使用されたエンディング映像（第25話まで使用）で初登場し、本編では第9話にてテーブルシティを移動する男性トレーナーのライドポケモンとして初登場し、この時の個体はかなり荒っぽい性格で、バイクのエンジンを吹かすような鳴き声を頻繁に挙げていた。第16話ではハッコウシティ発シンオウ地方行きのフェリーにてモブで登場。

## ミミズズ
| 分類: ミミズポケモン | タイプ: はがね         | 高さ: 2.5m   | 重さ: 310.0kg |
| 特性: どしょく       | かくれ特性: すながくれ | 進化前: なし | 進化後: なし  |

ミミズのようなポケモン。乾燥した砂漠に住んでおり、土を食べる。食べた土に含まれる鉄分を栄養にし、金属の体を保っている。また、体が金属ゆえに錆びやすいため水が大の苦手。敵に襲われると腕のような体毛を伸ばしてパンチの嵐をお見舞いする。
専用特性の「どしょく」は弱点であるじめん技を無効化すると同時に自分の体力を回復させる。
パルデア地方東部の乾燥地帯で秘伝スパイス（ひでん：しおスパイス）を食べて巨大化し、「潜鋼のヌシ」となった個体がいる。
トレーナーではチャンピオンランクのネモが使用する。
テレビアニメ版では第8シリーズで初登場を果たし、第39話で野生の個体が登場。ブレイブアサギ号の鉄を食べた張本人でカヌチャンのハンマーを奪うも、ドットの計らいでハンマーを取り戻された挙句クワッスとカヌチャンの連携の前に敗北する。

## キラーメ
| 分類: こうせきポケモン | タイプ: いわ/ どく   | 高さ: 0.7m   | 重さ: 8.0kg        |
| 特性: どくげしょう     | かくれ特性: ふしょく | 進化前: なし | 進化後: キラフロル |

鉱石をモチーフにしたポケモン。洞窟から栄養分を吸収する。花びらに見える毒の結晶から、毒の粉を花粉のようにばら撒き身を守る。毒を有する青い結晶という特徴が胆礬という鉱物のそれに酷似している。
系統専用特性の「どくげしょう」は物理技を受けると「どくびし」をばら撒く。他にもブロロローム（シー・スターモービル名義）も使用している。
テレビアニメでは第8シリーズの79話にてオモダカのポケモンとして2体登場。キラフロルをサポートするもリコたちの連携により敗北する代わりに「おきみやげ」でロイのアチゲータとドットのウェルカモの攻撃力を2段階下げることに成功する。使用技は「ロックカット」「パワージェム」「ベノムショック」「おきみやげ」。

## キラフロル
| 分類: こうせきポケモン | タイプ: いわ/ どく   | 高さ: 1.5m       | 重さ: 45.0kg |
| 特性: どくげしょう     | かくれ特性: ふしょく | 進化前: キラーメ | 進化後: なし |

キラーメの進化形。進化前より花びらに近い外見となった。危険を察知すると結晶化した毒エネルギーの花びらが開き円錐形の体からビームを発射する。花びらはテラスタルの宝石に近いことが最近の研究で判明した。
専用技の「キラースピン」はコマのように回転して攻撃するどくタイプの物理技で、「しめつける」などのバインド状態や「やどりぎのタネ」などを解除させたり、必ずどく状態にする。
トレーナーではトップチャンピオンのオモダカがエースポケモンとして使用し、いわタイプにテラスタルさせる。他にエリアゼロやゼロの大空洞で野生の個体との強制戦闘がある。
アプリゲーム『ポケモンマスターズEX』ではゲーム『スカーレット・バイオレット』の本編と同じくオモダカ（声 - 七海ひろき）が使用。
テレビアニメでは第8シリーズにてオモダカのポケモンとして79話にて登場。2匹のキラーメの連携、特性「どくげしょう」による毒、「ニードルガード」による防御などとスキのない戦闘力でリコのポケモンたちを圧倒。いわタイプにテラスタルし、「テラバースト」でロイのアチゲータとドットのウェルカモを倒すも、リコのニャローテに耐えられてしまい、最後は特性「しんりょく」を発動したニャローテの「マジカルリーフ」で「テラバースト」を押し返され敗北。使用技は「マジカルシャイン」「ニードルガード」「テラバースト」。声優は斎賀みつき。

## ボチ
| 分類: おばけいぬポケモン | タイプ: ゴースト     | 高さ: 0.6m   | 重さ: 35.0kg       |
| 特性: ものひろい         | かくれ特性: もふもふ | 進化前: なし | 進化後: ハカドッグ |

頭に蝋燭を乗せた白い犬（グレートピレニーズ）のようなポケモン。普段は地中に潜って頭の蝋燭だけを出して、そこから青紫色の不気味な明かりを灯して人が寄って来るのを待っている。人と関わることなく命を落とした野良犬ポケモンの生まれ変わり。近づくと地中から飛び出して不気味な鳴き声で驚かすが本人に悪気はない模様。人懐っこい性格で少しでも構うと、構った人の後をついてくる。パルデア地方でもっともパートナーにしやすいポケモンとして有名。しかし、遊びすぎると無自覚に生気を吸い取られるので遊び過ぎには注意が必要である。
デザインは倉島一幸が担当した。
テレビアニメ版では第7シリーズ第139話および第146話（『めざせポケモンマスター』第6話および第10話）のおまけコーナーである「ポケなぞ」の問題の正解として初登場。第8シリーズ（『リコとロイの旅シリーズ』）では第3話から使用されたエンディング映像で登場（第25話まで使用）。
ゲーム『スカーレット・バイオレット』のストーリーの前日譚を描いたWEBアニメ『放課後のブレス』では第4話にてライム（声 - 木村昴）のオレンジアカデミーの校歌のライブで登場。

## ハカドッグ
| 分類: おばけいぬポケモン | タイプ: ゴースト     | 高さ: 2.0m   | 重さ: 15.0kg |
| 特性: すなかき           | かくれ特性: もふもふ | 進化前: ボチ | 進化後: なし |

ボチの進化形。体格が大きくなったが、顔と足は白骨化しており、そのせいで体重が進化前より軽くなった。頭の蝋燭は墓石に変わっている。普段は土に潜って頭の墓石だけを出して眠っている。大切に弔われたポケモンが生まれ変わった姿とも言われている。頭の墓石を触れるのを嫌う。主人に忠実な犬ポケモンにガーディやイワンコなどがいるが、それらを含めた犬ポケモンの中で最も主人に忠実だと言われている。
専用技の「おはかまいり」はゴーストタイプの物理技で、味方のポケモンが倒された回数に応じて威力が50ずつ上がり、最大威力は5050（げんきのかけらを使うなどを繰り返して105回以上倒された時）。また、イダイトウも『碧の仮面』から覚える。
トレーナーではジムリーダーのライムが使用する。
アニメ版ではゲーム『スカーレット・バイオレット』のストーリーの前日譚を描いたWEBアニメ『放課後のブレス』で初登場を果たし、第4話にてライム（声 - 木村昴）のオレンジアカデミーの校歌のライブで登場。
テレビアニメでは第8シリーズの52話にて登場。こちらもゲーム同様、ライムのポケモンとして登場。通常の個体よりも一回り大きく、ロイ達から恐れられていたが、見た目や雰囲気とは裏腹に人懐っこい性格をしている。61話のロイとの応用テストでは1番手。ロイのタイカイデンの「スパーク」による連続攻撃でダメージを受けながらも攻撃パターンが単純だったことから「ゴーストダイブ」「かみくだく」で勝利する。しかし、ホゲータには「こわいかお」を歌で防がれ「かみくだく」を「ニトロチャージ」で返され、最後は「ゴーストダイブ」の隙を突かれ「かえんほうしゃ」を食らい敗北する。使用技は「ゴーストダイブ」「かみくだく」「こわいかお」。声優は三宅健太。

## カラミンゴ
| 分類: シンクロポケモン       | タイプ: ひこう/ かくとう | 高さ: 1.6m   | 重さ: 37.0kg |
| 特性: きもったま/ ちどりあし | かくれ特性: きょうえん   | 進化前: なし | 進化後: なし |

フラミンゴのようなポケモン。首が絡まっているのはお腹に溜めたエネルギーが漏れないようにするため。群れとシンクロすることにより仲間全員一糸乱れずに一斉攻撃を仕掛ける。
実際のフラミンゴと同様に水辺に住んでいることが多いが、みずタイプではない。
かくれ特性の「きょうえん」は味方の能力変化をコピーするダブルバトル専用の特性。
トレーナーではジムリーダー兼四天王のアオキが使用し、四天王時はエースポケモンとなり、ひこうタイプにテラスタルさせる。また、スター団かくとう組チーム・カーフのしたっぱたちも団ラッシュで使用する。
アニメ版ではゲーム『スカーレット・バイオレット』のストーリーの前日譚を描いたWEBアニメ『放課後のブレス』で初登場を果たし、第2話にてオレンジアカデミーの生徒であるアリキス（声 - 寿美菜子）のポケモンとして一瞬登場しネモとの再戦で使用したが、相性が良いはずのパルデアの姿のケンタロス（コンバット種）のでんきタイプの技（「ワイルドボルト」だと思われる）に敗北した。また、第4話にも野生の個体が多数登場。

## アルクジラ
| 分類: りくくじらポケモン       | タイプ: こおり         | 高さ: 1.2m   | 重さ: 45.0kg       |
| 特性: あついしぼう/ ゆきがくれ | かくれ特性: ちからずく | 進化前: なし | 進化後: ハルクジラ |

白いクジラのようなポケモン。分類の通り海ではなく陸で歩き回って生活する。はるか昔、海で暮らしていたのが陸地に上がって暮らすようになった。寒冷地で5匹ほどの群れを作って暮らす。雪や氷に含まれるミネラルが大好物である。同じくクジラのポケモンホエルコと種類が近いらしい。
デザインは進化後共々コザキユースケが担当した。また、ジムリーダーのグルーシャの手持ちと思われる個体を連れ歩いてるシーンがある。
アニメ版ではゲーム『スカーレット・バイオレット』のストーリーの前日譚を描いたWEBアニメ『放課後のブレス』で初登場を果たし、第1話にてナッペ山に生息している個体が登場。声は武隈史子。また、第4話にも2体が登場。
テレビシリーズでは第8シリーズの63話にて登場。過去にスノーボーダーをしていたグルーシャとぶつかりそうになり、自分を避けたグルーシャに怪我（詳細不明）させたことを詫びる形で彼にゲットされた。しかし、グルーシャは怪我のトラウマでスノーボーダーを引退すると同時に性格も明るく熱い努力家から結果にこだわる冷めた現実主義者に変わってしまった。声優は緒方佑奈。

## ハルクジラ
| 分類: りくくじらポケモン       | タイプ: こおり         | 高さ: 4.5m         | 重さ: 700.0kg |
| 特性: あついしぼう/ ゆきがくれ | かくれ特性: ちからずく | 進化前: アルクジラ | 進化後: なし  |

アルクジラの進化形。進化前より体が大きくなった。巨体を支える強靭な筋肉と分厚い皮下脂肪、アゴの上下に生えた5本の角を持っている。巨体を生かした攻撃は絶大で、上アゴの角から放たれる氷エネルギーは周囲を凍らせるほど強力。分厚い皮膚のおかげで寒い地域でも平気で回遊できる。一方で口の中は弱い。同じくクジラがモチーフで水中に生息するホエルコとは違い、陸上でも活動が可能。
トレーナーではジムリーダーのグルーシャが使用する。
テレビアニメ第8シリーズ（『リコとロイの旅シリーズ』）では第3話から使用されたエンディング映像で初登場（第25話まで使用）。63話ではゲーム本編同様、ジムリーダー・グルーシャのポケモンとして登場し、リコのニャローテと対戦。テラスラル研修の応用テストでは1番手。高い耐久力を活かして相手の技を受け流すことでニャローテを圧倒し、テブリムの「ねんりき」で「つららばり」を返されながらも「アクアブレイク」「アイススピナー」で勝利する。再びニャローテと対戦するも「つららばり」を発射する前に口を大きく開ける隙を突かれ口の中で「マジカルリーフ」を食らってダメージを受け、チルタリスと交代。使用技は「つららばり」「アイススピナー」「アクアブレイク」。声優はフリード役の八代拓。
ゲーム『スカーレット・バイオレット』のストーリーの前日譚を描いたWEBアニメ『放課後のブレス』で本編初登場を果たし、第1話にてナッペ山に生息し進化前のアルクジラを連れている個体が登場し、たまたま通りかかったペパー（声 - 古川慎）を襲うもオハラのフルートの音楽を聞いておとなしくなりアルクジラと共に帰っていった。また、第4話にも2体のアルクジラと共に登場。

## ミガルーサ
| 分類: きりはなしポケモン | タイプ: みず/ エスパー | 高さ: 2.5m   | 重さ: 90.0kg |
| 特性: かたやぶり         | かくれ特性: きれあじ   | 進化前: なし | 進化後: なし |

メルルーサのような見た目をしたポケモン。灰色の体に紫色の背びれが特徴。体の贅肉を削ることによって、心が研ぎ澄まされサイコパワーが上がり身軽になる。高い再生力を持つため、贅肉は取れてもまた生えてくる。なお、贅肉は淡泊だが美味しいらしい。
専用技の「みをけずる」は自分の体力を削って、攻撃・特攻・素早さを2段階上げるノーマルタイプの変化技。なお、この技を使用すると贅肉の無くなった骨だけの姿が露となる。
トレーナーではジムリーダーのハイダイがオスの個体を使用する他、トップチャンピオンのオモダカが『藍の円盤』クリア前までメスの個体を使用し、クリア後はドラパルトに変更した。
アニメ版ではゲーム『スカーレット・バイオレット』のストーリーの前日譚を描いたWEBアニメ『放課後のブレス』で初登場を果たし、第4話にてありがた岩の海上を飛んでいた。

## ヘイラッシャ
| 分類: おおなまずポケモン | タイプ: みず             | 高さ: 12.0m  | 重さ: 220.0kg |
| 特性: てんねん/ どんかん | かくれ特性: みずのベール | 進化前: なし | 進化後: なし  |

巨大なナマズのようなポケモン。力持ちで大食らいだが、頭が悪く単独で餌を取るのが下手。シャリタツを親分のように慕い、コンビを組んで獲物を捕らえる。頬からは長いひげ、下顎からは5本の短いひげが延びる。ねじり鉢巻きに似た形状の背びれを持つ。舌は寿司下駄のような形状で裏側に下駄の歯に当たる突起が2つ存在する。
専用技の「いっちょうあがり」は軽い身のこなしで相手に寿司をぶちまけて攻撃するドラゴンタイプの物理技で、ダブルバトル時に口の中にシャリタツが入っていると、姿ごとに上がる能力が変化する。
デザインはシャリタツと共にジェイムズ・ターナーが担当した。

## シャリタツ
| 分類: ぎたいポケモン | タイプ: ドラゴン/ みず | 高さ: 0.3m   | 重さ: 8.0kg  |
| 特性: しれいとう     | かくれ特性: よびみず   | 進化前: なし | 進化後: なし |

小魚のような見た目のドラゴンポケモン。それぞれ3つの姿があり、姿によって色が異なるがこれは獲物の好みに合わせて変化しているから。また、のど袋を膨らませて擬態する。外敵から身を守るためにヘイラッシャの口の中に棲みついており、餌を取るのが下手なヘイラッシャと共に狩りをするためヘイラッシャからは親分のように慕われている。ドラゴンタイプの中でも賢さはトップクラスで弱ったフリをして獲物となる鳥ポケモンをおびき寄せて、仲間に襲わせる非常に悪賢い性格。
専用特性の「しれいとう」はヘイラッシャの口に飛び込んで全ての能力を上昇させながら指令を出すダブルバトル専用の特性。姿によってヘイラッシャの「いっちょうあがり」使用後の上がる能力が変わる。逃げられなくなり、ヘイラッシャがひんしになるまでの間はシャリタツ自身は行動出来なくなる。
そったすがた
体色はオレンジとベージュの2色。「いっちょうあがり」使用後は攻撃が上がる。
たれたすがた
体色は赤。「いっちょうあがり」使用後は防御が上がる。
のびたすがた
体色は黄色。「いっちょうあがり」使用後は素早さが上がる。
オージャの湖にいる「そったすがた」の一匹が秘伝スパイス（ひでん：からスパイス）を食べて大きくなり、「偽竜のヌシ」となっている。
デザインはヘイラッシャと共にジェイムズ・ターナーが担当した。
アニメ版ではゲーム『スカーレット・バイオレット』のストーリーの前日譚を描いたWEBアニメ『放課後のブレス』で初登場を果たし、第4話にて「そったすがた」と「たれたすがた」と「のびたすがた」の個体がオージャの大滝にある橋を渡っていた。
テレビアニメ第8シリーズでは68話から登場。ブレイブアサギ号にいつの間にか潜り込んでいたポケモンとして登場。アチゲータが寿司と間違えて食べそうになったところを襲いかかった。声優は佐倉綾音、真堂圭。

## コノヨザル
| 分類: ふんどざるポケモン     | タイプ: かくとう/ ゴースト | 高さ: 1.2m         | 重さ: 56.0kg |
| 特性: やるき/ せいしんりょく | かくれ特性: まけんき       | 進化前: オコリザル | 進化後: なし |

オコリザルの進化形。灰色の長い体毛と真っ赤な目を持つ。進化前についていた腕輪は右腕はなくなり、左腕は壊れかけている。怒りのボルテージが限界点を超えたことにより、肉体では抑えきれないほどのパワーを会得し、激しい怒りを込めた拳から繰り出すパンチは骨の髄まで砕いてしまう。
専用技の「ふんどのこぶし」はゴーストタイプの物理技で、相手からダメージを受ける度に威力が50ずつ上がり、最大威力は350（6回ダメージを受けた時）。進化条件にもなっておりオコリザルがこの技を20回使用する必要がある。
トレーナーではスター団かくとう組チーム・カーフのボスであるビワがエースポケモンとして使用する。また、したっぱたちもクリア後の団ラッシュでオコリザルから進化する形で使用する。
アニメ版ではゲーム『スカーレット・バイオレット』のストーリーの前日譚を描いたWEBアニメ『放課後のブレス』で初登場を果たし、第3話にてゲーム本編と同様にビワ（声 - 瀬戸麻沙美）のパートナーとして登場。
テレビアニメでは第8シリーズにて「この世ならざる者」と恐れられる野生の個体が53話に登場。川の向こう岸にある木の実を溜めていた木に渡るための蔓をテラスタル研修生のルカ（声 - 髙橋ひかる）に切られたため怒りで暴れまわっていた。当初はルカ達に容姿が似たリコ達を襲っていたが、やがて同じく木の実を取られずにいたマンキーやオコリザルの群れにも襲い掛かる。そして事実を知ったリコ達は再び木の実が取れるように綱渡り用の縄梯子を作る。そして、ようやく渡れるようになったものの喜びすぎて落石が起こったため、自分たちのせいだと再び喧嘩になった挙句2匹のオコリザルがコノヨザルに進化してしまい、やがて3匹のコノヨザルの争いになってしまう。それを止めようとしたミブリムがテブリムに進化し、「ぶんまわす」で3匹まとめて倒される。その後、事態は収拾しマンキーやオコリザルの群れと仲良く木の実を食べていた。使用技は「シャドーボール」「シャドーパンチ」「ふんどのこぶし」。フリード博士のポケモンゼミではピチュー、ピィ、トゲピーにボールをぶつけられ怒っていた。声優は浪川大輔、田邊幸輔、光部樹。
WEBアニメ『POKÉTOON』では少年（声 - 釘宮理恵）のオコリザルがセグレイブを倒した直後に進化（ちょうど「ふんどのこぶし」を使用したのが20回目だから）。声優は進化前同様岩田光央。

## ドオー
| 分類: とげうおポケモン     | タイプ: どく/ じめん | 高さ: 1.8m                       | 重さ: 223.0kg |
| 特性: どくのトゲ/ ちょすい | かくれ特性: てんねん | 進化前: ウパー(パルデアのすがた) | 進化後: なし  |

パルデア地方のウパーの進化形。顔つきはヌオーとそっくりだが、図体が大きく腹ばいのイベリアトゲイモリのような外見になっている。池や泥沼など水底に暮らす。背中にウパーを乗せて対岸まで運んであげている。また、敵に襲われると背中から太いトゲを出して身を切る覚悟で反撃する。
トレーナーでは四天王のチリがエースポケモンとして使用し、じめんタイプにテラスタルさせる。また、スター団どく組チーム・シーのしたっぱたちも団ラッシュで使用する。
アニメ版ではゲーム『スカーレット・バイオレット』のストーリーの前日譚を描いたWEBアニメ『放課後のブレス』で初登場を果たし、第4話にて南6番エリアに生息している野生の個体がウパーと共に登場。
テレビシリーズでは第8シリーズにて四天王・チリのポケモンとして登場し、ダグトリオと共にリコのニャローテ・カエデのエクスレッグとバトルする。強力な「ヘドロウェーブ」や「マッドショット」で圧倒するも、ニャローテに当てるはずの「どくづき」をエクスレッグが自ら受けたことで特性「むしのしらせ」が発動し、威力の上がった「むしのていこう」で特攻を下げられた挙句、ダグトリオが「とびはねる」で麻痺状態になってしまう。その後、ニャローテの新たに覚えた「アクロバット」でダメージを受けるも、ニャローテがくさテラスタルしたことでじめんテラスタルになり、最後は威力の上がった「だいちのちから」で「マジカルリーフ」を押し返して勝利。この敗北によりリコは初めて悔し涙を流した。使用技は「ヘドロウェーブ」「マッドショット」「どくづき」「だいちのちから」。声優はフリード役の八代拓。
アプリゲーム『ポケモンマスターズEX』ではゲーム『スカーレット・バイオレット』の本編と同じくチリ（声 - 白石涼子）が使用。
『ポケットモンスターSPECIAL スカーレット・バイオレット編』では、主人公のバイオレットのウパー（パルデアのすがた）が、11話で進化した姿として登場する。性別は♀。

## リキキリン
| 分類: くびながポケモン         | タイプ: ノーマル/ エスパー | 高さ: 3.2m         | 重さ: 160.0kg |
| 特性: はんすう/ テイルアーマー | かくれ特性: そうしょく     | 進化前: キリンリキ | 進化後: なし  |

キリンリキの進化形。進化前にと比べるとよりキリンらしい外見となった。頭と尻尾が一体化し、2つの脳が太い神経で接続された結果、エスパーエネルギーが進化前の10倍増幅された。常に角から放たれるエスパー波を放射し、周囲を警戒しているため、瞬時に危険を察することもできるが、脳の処理速度に体が追いつかない時もある。また、尻尾の頭はかなり頑丈で口を閉じることで頭を保護することもできる。その状態で首を振り回す時のパワーは、岩壁を粉砕し鉄骨をひしゃげさせるほどだと言われている。
専用技の「ツインビーム」は両目から不可思議な光線を2回連続で発射して攻撃するエスパータイプの特殊技。進化条件にもなっておりキリンリキの時点でこの技を覚える必要がある。専用特性である「テイルアーマー」は相手の先制技を防ぐ。
トレーナーではジムリーダーのリップがオスの個体を先発として使用する他、アカデミー教師のジニアがメスの個体をエースポケモンとして使用し、エスパータイプにテラスタルさせる。
テレビアニメ第8シリーズ（『リコとロイの旅シリーズ』）では第3話から使用されたエンディング映像で初登場（第25話まで使用）。実物は76話から登場。オアシスを縄張りにしており、1体がリコたちを襲い、3体が元凶となったクエスパトラを襲った。その後、リコたちの活躍でオアシスが元に戻りクエスパトラとも和解した。使用技は「ずつき」「ツインビーム」。声優は佐倉綾音、真堂圭、大谷育江。
漫画『ポケットモンスターSPECIAL スカーレット・バイオレット編』ではゲームと同様にグレープアカデミーの教師であるジニアのパートナーとして第1話から登場。
アプリゲーム『ポケモンマスターズEX』ではゲーム『スカーレット・バイオレット』の本編と同じくジニア（声 - 上原裕希）が使用。

## ノココッチ
| 分類: つちへびポケモン       | タイプ: ノーマル   | 高さ: 本文参照m  | 重さ: 本文参照kg |
| 特性: てんのめぐみ/ にげあし | かくれ特性: びびり | 進化前: ノコッチ | 進化後: なし     |

ノコッチの進化形。進化前より体が長大になり、羽根の数も増えている。腹部には青紫色の渦巻き状の模様がある。固い尻尾で深くの岩盤をくりぬき、長さ10キロにも及ぶ巣穴を作る。細長い肺に空気を吸い込んでから強烈な爆風を起こして敵を巣から外へ吹き飛ばすが、巣に迷い込んで怯えたポケモンを背中に乗せて巣の入口まで運んであげる温厚な一面もある。
「ふたふしフォルム」と「みつふしフォルム」の2つの種類があるが、ふたふしの方が出る確率が高い。なお、これは遺伝子で決まると言うことが最近の研究によって判明された。羽根の数もそれぞれの姿で異なる。
ふたふしフォルム
高さ：3.6m、重さ：39.2kg。
みつふしフォルム
高さ：4.5m、重さ：47.4kg。
専用技の「ハイパードリル」は命中率はもとより威力も非常に高く、「まもる」や「みきり」を無視して攻撃するノーマルタイプの物理技。進化条件にもなっておりノコッチの時点でこの技を覚える必要がある。
トレーナーではジムリーダー兼四天王のアオキがジムリーダー時にふたふしフォルムの個体を使用。なお、チャンピオンランクのネモはみつふしフォルムの個体を使用したが、番外編「キビキビパニック」以降から外された。
テレビアニメでは第8シリーズの59話にてジムリーダー及びアオキのポケモンとしてふたふしフォルムの個体が登場。テラスラル研修の応用テストでクワッスを「へびにらみ」で麻痺にしてからの「ばくおんぱ」でダメージを与え、カヌチャンも「ハイパードリル」で応戦するも「ぶんまわす」で相殺され、ムクホークと交代する。使用技は「へびにらみ」「ばくおんぱ」「ハイパードリル」。

## ドドゲザン
| 分類: だいとうポケモン         | タイプ: あく/ はがね     | 高さ: 2.0m         | 重さ: 120.0kg |
| 特性: まけんき/ そうだいしょう | かくれ特性: プレッシャー | 進化前: キリキザン | 進化後: なし  |

キリキザンの進化形。戦国武将のような外見になり、常に座ったような姿勢をしているのが特徴。大軍勢の頂点に立った者だけが進化すると言われている。たくさんのコマタナやキリキザンを引き連れて大軍勢を率いて戦うが、難しい作戦は苦手で力で押して押しまくるだけ。ちなみに、椅子のように座って見えるのは実は後ろに長く伸びた髪で、移動の際もその上に座ったまま。進化のためにはキリキザンが「かしらのしるし」を持ったキリキザンを3体倒す必要がある。なお、倒した数はリセットされない。
専用技の「ドゲザン」は土下座するように見せかけて相手を油断させて攻撃し、必ず命中するという「どげざづき」に似たあくタイプの物理技。専用特性の「そうだいしょう」は倒れた味方1匹につき、10%ずつ攻撃と特攻が高くなり、最大は150%。
トレーナーではトップチャンピオンのオモダカが使用する他、スター団あく組チーム・セギンのボスであるピーニャが初戦で使っていたコマタナから最終進化する形で再戦時にエースポケモンとして使用する。どちらの個体も性別はオスだが、特性が異なっており、オモダカの個体は「そうだいしょう」となり、ピーニャの個体は進化前に引き続き「まけんき」となる。他にもキタカミ鬼面衆であり裏キタカミ鬼面衆でもあったムラマサが使用する。特性は「そうだいしょう」で、かくとうタイプの技を半減させる「ヨプのみ」を持たせている。「藍の円盤」クリア後はオモダカの真のエースポケモンとして登場し、ひこうタイプにテラスタルさせる（同時に、それまで切り札だったキラフロルを先発で出してくるようになる）。
テレビアニメでは第8シリーズにて58話から登場。チャンプルタウンの「ナンデモ食堂」を経営する老夫婦のモチキ（声 - 高木渉）とナンディ（声 - 一龍斎貞友）のポケモン。図鑑の説明通り力押しばかりする性格で夫婦の悩みのタネでもある。また、怒鳴り声で客を驚かせたり（本人は呼び込みのつもりであるが）、扉を乱暴に開けるなど不器用ところもある一方で、詫びる時に土下座をする一面も。ただ、実際は「ナンデモ食堂」に客が来ない原因は自分の作ったうどんの美味しさに食べた客が気づかなかったせいだったことに落ち込んでいるという繊細な性格で、それを見かねたドットはオニギリ（に変装したオニキス）とのバトルで、客を呼び込み、その隙にドドゲザンにうどんを作らせ、新メニュー「ドゲザンうどん」を販売し「ナンデモ食堂」を大繁盛させることに成功した。声優はマードック役の三宅健太。

## イダイナキバ
| 分類: パラドックスポケモン | タイプ: じめん/ かくとう | 高さ: 2.2m   | 重さ: 320.0kg |
| 特性: こだいかっせい       | かくれ特性: なし         | 進化前: なし | 進化後: なし  |

パラドックスポケモンの一種。ドンファンに似た姿をした謎のポケモン。
マンモスのような牙と赤い毛、太く大きな尻尾が特徴。好戦的な性格。太古から生き続けているとオカルト雑誌『月刊オーカルチャー』が紹介したポケモンと同じ姿をしている。「偉大な牙（イダイナキバ）」という名前はスカーレットブックに記された生物から取られており、ゲーム中でも同書にスケッチが描かれている。
本来はパルデアの大穴の内部であるエリアゼロにいるが、大穴から脱走した個体がロースト砂漠で秘伝スパイス（ひでん：すぱスパイス）を食べて巨大化し、「土震のヌシ」となっている。
テレビアニメ第8シリーズ（『リコとロイの旅シリーズ』）では第3話から使用されたエンディング映像で初登場（第25話まで使用）。実物は第80話から登場。エリアゼロにてリコ達を監視する為に訪れていたエクスプローラーズのサンゴとオニゴーリ、彼女と偶然出会ったサケブシッポの前に現れ、彼女らを襲撃しバトルとなる。最終的にオニゴーリの「じばく」による大爆発を受け、逃げていった。技名は出なかったが、作中では「じごくづき」と「ころがる」と「こわいかお」を使用した。声優は三宅健太。
漫画『ポケットモンスターSPECIAL スカーレット・バイオレット編』ではゲームと同様に「土震のヌシ」としてテツノワダチと共に第2話から登場。

## サケブシッポ
| 分類: パラドックスポケモン | タイプ: フェアリー/ エスパー | 高さ: 1.2m   | 重さ: 8.0kg  |
| 特性: こだいかっせい       | かくれ特性: なし             | 進化前: なし | 進化後: なし |

パラドックスポケモンの一種。プリンに似た姿をした謎のポケモン。
愛らしい姿をしているが、その見た目に油断して近づいた者に襲い掛かるという攻撃的な性質をしている。ポニーテールのような前髪が尻尾に見えることから名づけられた。10億年前のプリンとオカルト雑誌『月刊オーカルチャー』で紹介された謎のポケモンに似た姿を持つ。目撃例は過去1件のみで、パルデア某所の森で目撃されたとされる。「叫ぶ尻尾（サケブシッポ）」という名前はスカーレットブックに記された生物から取られている。
トレーナーではオーリム博士ことオーリムAI（エーアイ）が使用する。
テレビアニメ第8シリーズ（『リコとロイの旅シリーズ』）では第80話から登場。エクスプローラーズのサンゴに「オニプリン」と名づけられ、手持ち（腹が立ってサケブシッポに投げた物がたまたまモンスターボールだった）となった。その後、ロイのアチゲータとバトルするも、手持ちに入って間がないためあっさり敗北してしまった。フェアリーテラスタイプにテラスタルが可能。声優はオリオ役の佐倉綾音。

## アラブルタケ
| 分類: パラドックスポケモン | タイプ: くさ/ あく | 高さ: 1.2m   | 重さ: 21.0kg |
| 特性: こだいかっせい       | かくれ特性: なし   | 進化前: なし | 進化後: なし |

パラドックスポケモンの一種。モロバレルに似た姿をした謎のポケモン。
モロバレルと違い、恐竜のような足と尻尾を備える。顔は笠から生えた草によってほとんど隠れている。怪しい雑誌が恐竜とキノコの合成と紹介したポケモンに似た姿を持つ。知性が低い凶悪なハードパンチャーである。「荒ぶる茸（アラブルタケ）」という名前はスカーレットブックに記された生物から取られた。
トレーナーではオーリム博士ことオーリムAI（エーアイ）が使用する。

## ハバタクカミ
| 分類: パラドックスポケモン | タイプ: ゴースト/ フェアリー | 高さ: 1.4m   | 重さ: 4.0kg  |
| 特性: こだいかっせい       | かくれ特性: なし             | 進化前: なし | 進化後: なし |

パラドックスポケモンの一種。ムウマに似た姿をした謎のポケモン。
髪が長く伸び、羽根のように羽ばたく姿を持つ。気性が荒く好戦的な性格。オカルト雑誌『月刊オーカルチャー』で取り上げられた翼竜と幽霊に特徴が似ている。「羽ばたく髪（ハバタクカミ）」という名前はスカーレットブックに記された生物から取られた。
トレーナーではオーリム博士ことオーリムAI（エーアイ）が使用する。
デザインはありがひとしが担当した。 また、ランクバトルでは猛威を振るっておりパラドックスポケモン解禁から使用率のほとんどが、1位である。

## チヲハウハネ
| 分類: パラドックスポケモン | タイプ: むし/ かくとう | 高さ: 3.2m   | 重さ: 92.0kg |
| 特性: こだいかっせい       | かくれ特性: なし       | 進化前: なし | 進化後: なし |

パラドックスポケモンの一種。ウルガモスに似た姿をした謎のポケモン。
巨大な翅を持つものの、常に地を這っていて飛ぶことはない。オカルト雑誌『月刊オーカルチャー』が紹介した太古の姿のウルガモスと似ており、同書では化石から復元されたと解説されているが、一方でウルガモスの化石が発見されたという記録はいまだに存在していない。「地を這う翅（チヲハウハネ）」という名前はスカーレットブックに記された生物から取られた。
トレーナーではオーリム博士ことオーリムAI（エーアイ）が先発として使用する。

## スナノケガワ
| 分類: パラドックスポケモン | タイプ: でんき/ じめん | 高さ: 2.3m   | 重さ: 60.0kg |
| 特性: こだいかっせい       | かくれ特性: なし       | 進化前: なし | 進化後: なし |

パラドックスポケモンの一種。レアコイルに似た姿をした謎のポケモン。
磁石にくっついた砂鉄により毛が生えているように見える、原始人のような容貌のポケモン。オカルト記事『月刊オーカルチャー』にあった1万年生きたレアコイルに似ている。パルデア地方の乾燥地帯で目撃例は多いものの捕獲例はゼロでデータが不足している。攻撃的な性格で目撃者が襲われることも多い。「砂の毛皮（スナノケガワ）」という名前はスカーレットブックに記された生物から取られた。
トレーナーではオーリム博士ことオーリムAI（エーアイ）が使用する。
テレビアニメ第8シリーズ（『リコとロイの旅シリーズ』）では第80話から登場。エリアゼロに入ったロイとアチゲータが遭遇し、案の定、両者を追い回す凶暴性を見せるが、激闘の末「かえんほうしゃ」で焼かれ敗北。しかしロイは「楽しいバトルだった」と感謝し、再会を約束。太古の時代ではあり得ない対応に呆気にとられ、別れる時に彼らがノリノリで歌っていた歌が気に入ったのか、同じリズムで歌いながら何処かへ去った。その後、ロイは皆にこの出来事を伝えたが、「スナノケガワ」という仮称を知らず「毛の生えたレアコイル」と話した為、リコ達の脳内は違和感で溢れ返った。技名は出なかったが、「ジャイロボール」と「チャージビーム」らしき技を使用していた。

## テツノワダチ
| 分類: パラドックスポケモン | タイプ: じめん/ はがね | 高さ: 0.9m   | 重さ: 240.0kg |
| 特性: クォークチャージ     | かくれ特性: なし       | 進化前: なし | 進化後: なし  |

パラドックスポケモンの一種。ドンファンを機械化したような姿をした謎のポケモン。
丸い胴体に鼻・背中・尻尾にかけた平らな部分を丸めることでキャタピラのように回転し移動する。その外見はオカルト雑誌『月刊オーカルチャー』が紹介した宇宙人が送り込んだ秘密兵器に似ており、近年パルデア地方の乾燥地帯で目撃例がある。「鉄の轍（テツノワダチ）」という名前はバイオレットブックに記された物体から取られており、ゲーム中でも同書にスケッチが描かれている。
本来はパルデアの大穴内部エリアゼロにいるが、大穴から脱走した個体がロースト砂漠で秘伝スパイス（ひでん：すぱスパイス）を食べて巨大化し、「土震のヌシ」となっている。
テレビアニメ第8シリーズ（『リコとロイの旅シリーズ』）では第3話から使用されたエンディング映像で初登場（第25話まで使用）。
漫画『ポケットモンスターSPECIAL スカーレット・バイオレット編』ではゲームと同様に「土震のヌシ」としてイダイナキバと共に第2話から登場。

## テツノツツミ
| 分類: パラドックスポケモン | タイプ: こおり/ みず | 高さ: 0.6m   | 重さ: 11.0kg |
| 特性: クォークチャージ     | かくれ特性: なし     | 進化前: なし | 進化後: なし |

パラドックスポケモンの一種。デリバードを機械化したような姿をした謎のポケモン。
尻尾の袋に冷水をため込んで攻撃時に噴射する。足をスキー状に変化させ、球体の装置から膨大な氷を噴射し雪上を移動する。ダメージを受けるとびっくり箱の様に頭部が飛び出す。オカルト雑誌『月刊オーカルチャー』によると太古の文明が生み出したロボットに似ているらしく、太古の文献にテツノツツミらしき機械を設計し使役していたという記録が残っている。目撃例は少なく過去2件のみ。「鉄の包（テツノツツミ）」という名前はバイオレットブックに記された物体から取られた。
トレーナーではフトゥー博士ことフトゥーAI（エーアイ）が使用する。

## テツノカイナ
| 分類: パラドックスポケモン | タイプ: かくとう/ でんき | 高さ: 1.8m   | 重さ: 380.7kg |
| 特性: クォークチャージ     | かくれ特性: なし         | 進化前: なし | 進化後: なし  |

パラドックスポケモンの一種。ハリテヤマを機械化したような姿をした謎のポケモン。
体から離れた空中に浮く手が特徴で、その手で大型車両を投げ飛ばす。あるアスリートが改造された姿だとオカルト雑誌『月刊オーカルチャー』がスクープしたサイボーグに近い。「鉄の腕（テツノカイナ）」という名前はバイオレットブックに記された物体から取られた。
トレーナーではフトゥー博士ことフトゥーAI（エーアイ）が使用する。

## テツノコウベ
| 分類: パラドックスポケモン | タイプ: あく/ ひこう | 高さ: 1.3m   | 重さ: 111.0kg |
| 特性: クォークチャージ     | かくれ特性: なし     | 進化前: なし | 進化後: なし  |

パラドックスポケモンの一種。サザンドラを機械化したような姿をした謎のポケモン。
凶暴な性質で建造物を破壊する高エネルギーを放射し、破壊し終わると次の目標物を求め飛び去っていく。サザンドラの凶暴性と機械の冷酷さを併せ持っており、オカルト雑誌『月刊オーカルチャー』が取り上げたロボットに恋したサザンドラの子供に似ている。「鉄の首（テツノコウベ）」という名前はバイオレットブックに記された物体から取られた。
トレーナーではフトゥー博士ことフトゥーAI（エーアイ）が使用する。

## テツノドクガ
| 分類: パラドックスポケモン | タイプ: ほのお/ どく | 高さ: 1.2m   | 重さ: 36.0kg |
| 特性: クォークチャージ     | かくれ特性: なし     | 進化前: なし | 進化後: なし |

パラドックスポケモンの一種。ウルガモスを機械化したような姿をした謎のポケモン。
上空から人々を追尾し時には襲い掛かる。人類を監視するUFOだとオカルト雑誌『月刊オーカルチャー』が紹介した未知の物体に似ている。捕獲例はゼロでデータ不足となっている。「鉄の毒蛾（テツノドクガ）」という名前はバイオレットブックに記された物体から取られた。
トレーナーではフトゥー博士ことフトゥーAI（エーアイ）が先発として使用する。

## テツノイバラ
| 分類: パラドックスポケモン | タイプ: いわ/ でんき | 高さ: 1.6m   | 重さ: 303.0kg |
| 特性: クォークチャージ     | かくれ特性: なし     | 進化前: なし | 進化後: なし  |

パラドックスポケモンの一種。バンギラスを機械化したような姿をした謎のポケモン。
高い知性を持ち争いを好まない冷徹な性格。オカルト雑誌『月刊オーカルチャー』によれば10億年後のバンギラスに似ている。パルデア地方のとある洞窟内で目撃例がある。「鉄の茨（テツノイバラ）」という名前はバイオレットブックに記された物体から取られた。
トレーナーではフトゥー博士ことフトゥーAI（エーアイ）が使用する。

## セビエ
| 分類: こおりビレポケモン | タイプ: ドラゴン/ こおり | 高さ: 0.5m   | 重さ: 17.0kg     |
| 特性: ねつこうかん       | かくれ特性: アイスボディ | 進化前: なし | 進化後: セゴール |

灰色の肉食恐竜のような小型ポケモン。岩山や密林に住んでいる。背びれは熱を吸収して氷エネルギーに変換することができ、高温ほどエネルギーが多く溜まる。巣穴は冷蔵庫のように冷やしている。カチコールとは仲が悪い。
系統専用特性の「ねつこうかん」はほのお技を受けると攻撃が上がるだけでなく、やけど状態にならないが、炎技を無効化するわけではない。
テレビアニメでは第8シリーズの第60話でナッペ山に生息する野生の個体が登場。雪を被ってセビエにそっくりになったロイのホゲータの後ろから現れてカチコールの攻撃を受けて喧嘩に発展。周りを吹雪かせる事態となり、ホゲータやドットのウェルカモすら止められなかったが、リコのテブリムに物理的に鎮められた。ロイが迷子になったホゲータ捜していた際には雪を被ったセビエをホゲータと見間違えたりしていた。ロイとホゲータが再会した後、クマシュンと共にオレンのみを食べていたが、カチコールがやってきたのを見て喧嘩になりツンベアーにも気づかれると危惧したロイにマフラーをかけられ枝を刺された事でカチコールの目を誤魔化す事に成功した。声優は山下大輝、真堂圭。

## セゴール
| 分類: こおりビレポケモン | タイプ: ドラゴン/ こおり | 高さ: 0.8m     | 重さ: 30.0kg       |
| 特性: ねつこうかん       | かくれ特性: アイスボディ | 進化前: セビエ | 進化後: セグレイブ |

セビエの進化形。進化して前傾姿勢になりコンカヴェナトルのような見た目となった。周りの空気を凍らせて氷のマスクで顔を覆い、背びれの氷の剣に変え、前方宙返りで戦うという強い足腰の為せる技で戦う。

## セグレイブ
| 分類: ひょうりゅうポケモン | タイプ: ドラゴン/ こおり | 高さ: 2.1m       | 重さ: 210.0kg |
| 特性: ねつこうかん         | かくれ特性: アイスボディ | 進化前: セゴール | 進化後: なし  |

セゴールの進化形。進化して体格がさらに巨大化し背びれもさらに鋭利になったことにより、ゴジラを連想させる姿となった。ただし、前傾だった進化前と比べて背筋を伸ばした体型になっている。灼熱のマグマでも凍らせるほどの極低温の冷気を吐く。逆さまになった状態で冷気を吐いて突進し、背びれの剣を突き刺す。
専用技の「きょけんとつげき」は体を投げ出す無謀な突撃を行うドラゴンタイプの物理技。威力が高いが、次に自身が行動するまで相手からの攻撃が必ず必中し受けるダメージが2倍になってしまう。
トレーナーでは四天王およびアカデミー教師のハッサクがエースポケモンとして使用し、ドラゴンタイプにテラスタルさせる。
テレビアニメでは第8シリーズの55話にてハッサクのポケモンとして登場し、ロイのホゲータやコルサのオリーニョとバトルする。ホゲータのほのお技を特性「ねつこうかん」で受けることで威力の上がった「きょけんとつげき」で圧倒する。最後はオリーニョの特大「エナジーボール」とホゲータのテラスタルで威力の上がった「かえんほうしゃ」による合体技を「ふぶき」で凍らせ、「きょけんとつげき」で勝利した。使用技は「こおりのつぶて」「きょけんとつげき」「ふぶき」「まもる」。声優はエクスプローラーズのメンバーのオニキス役の小野寺悠貴。

## コレクレー
| 分類: たからばこポケモン | タイプ: ゴースト | 高さ: 0.3m   | 重さ: 5.0kg        |
| 特性: びびり             | かくれ特性: なし | 進化前: なし | 進化後: サーフゴー |

宝箱のような外見をしたポケモン。頭にダウジングマシンのような触覚を生やした人型が本体。
その正体はコインに染みついた情念から生まれたもので、常に古いコインを背負い元いた宝箱を求め彷徨っている。パルデア地方のあらゆる場所に生息しており、普段は宝箱に扮して誰かが通りかかるのを待っている。頑丈な宝箱のおかげで防御が高い反面、動きが鈍く移動が苦手。そのせいで骨董品と間違われ人に持ち帰られたり、骨董品屋に売られたりすることも少なくない。コインを拾おうとした人の生気を吸い取って生きており、人やポケモンの気配を感じると待ち伏せし、近寄った者をゴーストエネルギーで操りコインを集めさせる。倉庫や道具屋の片隅など人目のつかない場所に潜んでいるため、一度出会った相手をしつこく操り続ける。宝箱に入った「はこフォルム」と箱から出た「とほフォルム」の二種類の姿がある。
『Let’s Go! ピカチュウ・Let’s Go! イーブイ』のメルタン・メルメタル同様、本編に先駆けて『Pokémon GO』で登場したポケモンである。2022年11月5日に同作の「コミュニティ・デイ」のイベント後、一部のポケストップのカラーが金色に変化した。それらのポケストップを回すとコレクレーが未知のポケモンとして出現し、捕まえることはできないもののそれをタッチすると謎のコイン（名前は「？？？？？？のコイン」表記）を入手できる。その後、11月6日にコレクレーの名称・詳細および、『Pokémon GO』で『スカーレット・バイオレット』と連携することによってとほフォルムが捕まえることができるとアナウンスされた。
とほフォルム
分類：たからさがしポケモン 高さ：0.1m 重さ：0.1kg 特性：にげあし
宝箱から出たコレクレーの姿。なお、上記のコミュニティ・デイ直後に登場した姿はとほフォルムのもの。箱に入っていないため身軽で素早さが高いが、その代わり防御面はかなり脆い。
通常のプレイではとほフォルムを直接に捕まえることはできないが、見つけるとはこフォルムと同様に「コレクレーのコイン」を入手できる。さらに2023年2月28日より、上記の通り『Pokémon GO』で『スカーレット・バイオレット』と連携することで捕獲できるようになる。
ゲーム『スカーレット・バイオレット』のストーリーの前日譚を描いたWEBアニメ『放課後のブレス』で初登場を果たし、第1話の冒頭ではとほフォルムの個体の目線が舞台となっており、落ちていた自身のコインを拾おうとするもアーマーガアに横取りされてしまう。また、第4話では宝箱を発見していた。
テレビアニメでは第8シリーズの57話にて野生の個体が登場。最初はとほフォルムとして登場していたものの後にはこフォルムの状態でロイにコインを集めさせていたことが判明する。102話で再登場しいつのまにがブレイブアサギ号に潜り込んでいた。105話でドットにゲットされた。声優はロイのタイカイデン役の畠中佑。

## サーフゴー
| 分類: たからものポケモン | タイプ: はがね/ ゴースト | 高さ: 1.2m         | 重さ: 30.0kg |
| 特性: おうごんのからだ   | かくれ特性: なし         | 進化前: コレクレー | 進化後: なし |

コレクレーの進化形。進化前に比べると全身が黄金のボディのサーファーのような人型の姿になっている。これは1000枚のコインが積み重なってできたものであり、頑丈なだけでなく攻撃を受けた際に飛び散らせる事で衝撃を吸収し、ダメージを軽減する。攻撃にも使用し、いかなる部位からも発射する為に一切の死角を作らず相手を圧倒する。活発かつ陽気な性質であり、人懐っこく誰とでも仲良くなれる。進化前に入っていた宝箱は腰に巻いている。足をサーフボードのように変化させて水上を移動するが、「なみのり」は覚えられない。進化のためには「コレクレーのコイン」を999枚集める必要があり、進化キャンセルはできない。
専用技の「ゴールドラッシュ」は大量のコインをぶちまけて攻撃するはがねタイプの特殊技。使用後は特攻が下がるが、バトル終了時に攻撃した分だけお金がもらえる。専用特性の「おうごんのからだ」は変化技を受けない。

## チオンジェン
| 分類: さいやくポケモン | タイプ: あく/ くさ | 高さ: 1.5m   | 重さ: 74.2kg |
| 特性: わざわいのおふだ | かくれ特性: なし   | 進化前: なし | 進化後: なし |

伝説のポケモン。パルデア地方に封じられた4体の災いのポケモンの1種。モチーフはカタツムリと木簡。
王の悪事を木簡に記し処罰された人の恨みが枯葉をまといポケモンとなった。草木のエネルギーを吸い取る能力を持ち、森は枯れ果て田畑は不作となる。背中の木簡には当時の王に対する告発と推測される文が物語、或いは呪詛のように長々と綴られているが、現在では文字が薄れて殆ど消えかかっている為に解読が非常に困難となっている。
以下の3匹であるパオジアン、ディンルー、イーユイも含めて覚える専用技の「カタストロフィ」は相手の体力を半分にするあくタイプの特殊技で、この技はタイプ相性がない。
専用特性の「わざわいのおふだ」は自分以外の攻撃を3/4にする。

## パオジアン
| 分類: さいやくポケモン | タイプ: あく/ こおり | 高さ: 1.9m   | 重さ: 152.2kg |
| 特性: わざわいのつるぎ | かくれ特性: なし     | 進化前: なし | 進化後: なし  |

伝説のポケモン。パルデア地方に封じられた4体の災いのポケモンの1種。ユキヒョウのような姿で前歯は巨大な剣のようになっている。
大昔、剣によって露と消えた者たちの憎しみが雪をまといポケモンとなった。100トンの積雪を操る能力を持ち、雪崩を起こしてその中を出入りして無邪気に遊ぶ。元となった剣がパオジアンとなった際に折れたのか、或いはなる前に既に折れたかは不明だが、ただの折れた剣を王が買うことはありえないとして、折れた状態で使用するものであった可能性があると推測されている。
専用特性の「わざわいのつるぎ」は自分以外の防御を3/4にする。

## ディンルー
| 分類: さいやくポケモン | タイプ: あく/ じめん | 高さ: 2.7m   | 重さ: 699.7kg |
| 特性: わざわいのうつわ | かくれ特性: なし     | 進化前: なし | 進化後: なし  |

伝説のポケモン。パルデア地方に封じられた4体の災いのポケモンの1種。ヘラジカが頭上に饕餮文の様な文様が描かれた鉄器を乗せたような姿。
古の儀式で使われた器に注がれた恐怖が土石をまといポケモンとなった。頭の器を振り下ろして深さ50メートルの地割れを起こす。器自体にも角のような装飾や目を模した文様があり、顔のように見間違う造形から、信仰の対象であった神そのものが器の姿を取った可能性があると推測されている。
専用特性の「わざわいのうつわ」は自分以外の特攻を3/4にする。

## イーユイ
| 分類: さいやくポケモン | タイプ: あく/ ほのお | 高さ: 0.4m   | 重さ: 4.9kg  |
| 特性: わざわいのたま   | かくれ特性: なし     | 進化前: なし | 進化後: なし |

伝説のポケモン。パルデア地方に封じられた4体の災いのポケモンの1種。金魚に似た姿で勾玉をマスクのように装備している。
多くの争いの火種となった勾玉に集まった妬みが炎をまといポケモンとなった。3000度の炎を操ることができ、岩や砂利を溶かして作ったマグマの海を泳ぐ。感情の昂りによって勾玉の中の目は緑、赤、黄の順に光る。本来は祭祀の際に一つだけ首から下げられる勾玉が4つも付いていることについて、耳や手首などの対となる部位に飾るものであったか、あるいは4人で祭祀を行っていたからではないかと考察されている。
専用特性の「わざわいのたま」は自分以外の特防を3/4にする。

## トドロクツキ
| 分類: パラドックスポケモン | タイプ: ドラゴン/ あく | 高さ: 2.0m   | 重さ: 380.0kg |
| 特性: こだいかっせい       | かくれ特性: なし       | 進化前: なし | 進化後: なし  |

パラドックスポケモンの一種。ボーマンダに似た姿をした謎のポケモン。三日月型の翼はメガボーマンダを彷彿とさせる。
その性格は凶暴であり、「遭遇することがあっても接触は避けるべき」と説明されるほど。羽毛をまき散らしながら高速で飛びまわり獲物を襲う。オカルト雑誌『月刊オーカルチャー』には、ある地方でボーマンダに起こる現象に関連するポケモンとの記事が書かれている。「轟く月（トドロクツキ）」という名前はスカーレットブックに記された生物から取られた。
トレーナーではオーリム博士ことオーリムAI（エーアイ）がエースポケモンとして使用する。

## テツノブジン
| 分類: パラドックスポケモン | タイプ: フェアリー/ かくとう | 高さ: 1.4m   | 重さ: 35.0kg |
| 特性: クォークチャージ     | かくれ特性: なし             | 進化前: なし | 進化後: なし |

パラドックスポケモンの一種。サーナイトとエルレイドを合成し機械化したような姿をした謎のポケモン。
戦うときは両腕の刃を切り離して連結して振るう。対峙する者は光輝く刃で躊躇なく切り捨てる残酷な性格。オカルト雑誌『月刊オーカルチャー』によると最強のエスパーポケモンを目指して作られたマッドサイエンティストの発明に似ているらしいが、エスパータイプは持たない。「鉄の武人（テツノブジン）」という名前はバイオレットブックに記された物体から取られた。
トレーナーではフトゥー博士ことフトゥーAI（エーアイ）がエースポケモンとして使用する。

## コライドン
| 分類: パラドックスポケモン | タイプ: かくとう/ ドラゴン | 高さ: 2.5m   | 重さ: 303.0kg |
| 特性: ひひいろのこどう     | かくれ特性: なし           | 進化前: なし | 進化後: なし  |

伝説において「ツバサノオウ」と呼ばれているポケモン。とある研究の結果、モトトカゲの古来の姿である事が判明した。
赤い体に羽のようなトサカを持つトカゲのような外見。胸と尻尾にタイヤのような黒いウロコがあるが、移動は普通に四足で移動するため回転はしない。自らの群を抜いた強さを自覚し、どんな相手に対しても身の危険を感じていないような素振りを見せる一方、その性質は気まぐれで好奇心が強く、人間を警戒するもののじゃれてくる事もある。
『スカーレット』のストーリーに関わる伝説のポケモンであり、今までの伝説のポケモンと違いストーリー序盤で主人公の仲間になる。登場時で「ライドフォルム・せいげんけいたい」という戦闘に参加できない状態にあり、ライドわざも使用できないが、ストーリーを一定以上進めることでライドわざや他のライドフォルムが解放され、最終的には力を全て取り戻し、真の姿である「バトルフォルム・かんぜんけいたい」を解放した。また、エンディングを迎えることでパルデアの大穴にあるエリアゼロからさらに別個体を1体入手可能（こちらの個体はバトルフォルムが固定でフォルムチェンジ不可）。
ライドポケモンとして使用する個体は特殊な個体扱いとなり、ライドフォルムになった時に手持ちポケモンとしてカウントされないが、バトルに参加することができない。なお、そのライドポケモンの個体はボックスに預ける・逃がすことができず、他のソフトに転送することもできない。
ライドフォルム・しっそうけいたい
ライドポケモンとして使用した時の姿。まるでバイクのような形態になるが、強靭な脚力を使って四足で走る。初期状態だと移動速度を十分に発揮することができず、低い段差にしか登ることができないが、レジェンドルートにて秘伝スパイスを使ったサンドウィッチを食べさせることでライドわざ「ダッシュ」、「大ジャンプ」、「崖のぼり」が解放される。
ライドフォルム・ゆうえいけいたい
秘伝スパイスを使ったサンドウィッチを食べさせることで解放された姿のひとつ。その形態でライドわざ「なみのり」が使用可能。喉の部分を浮き輪にし浮かび上がり、手足の指に膜を張って水を掻きだして進む。
ライドフォルム・かっくうけいたい
秘伝スパイスを使ったサンドウィッチを食べさせることで解放された姿のひとつ。その形態でライドわざ「かっくう」が使用可能。頭にある捻れている毛をほどいて翼にし、上空へ飛び上がり風を捕まえて滑空する。
バトルフォルム・かんぜんけいたい
戦闘時のフォルム。強い脚力で大地を蹴り、20メートル以上も跳躍する事が出来る。落下スピードに体重を乗せて、破壊力抜群の蹴りや体当たりを繰り出す。
専用特性の「ひひいろのこどう」は場に出た瞬間に天気を晴れ状態にし、更に晴れ状態の時に攻撃力が1.33倍に上がる効果を持つ。専用技の「アクセルブレイク」は変形しながら荒々しく落下し、古の大爆発を引き起こすかくとうタイプの物理技で、効果抜群時には威力が1.3倍になる。
テレビアニメ版では第7シリーズ第137話（『めざせポケモンマスター』第1話）のおまけコーナー「愛と真実の悪を貫くロケット探検団」で初登場。バトルフォルム・かんぜんけいたいの姿で登場し（ロケット団が持っていた雑誌の中ではライドフォルム・かっくうけいたいも登場）、ロケット団にゲットされかけるも、真っ先に気配に気づき撃退した。アニメ第8シリーズ（『リコとロイの旅シリーズ』）では第3話から使用されたエンディング映像で登場（第25話まで使用）。

## ミライドン
| 分類: パラドックスポケモン | タイプ: でんき/ ドラゴン | 高さ: 3.5m   | 重さ: 240.0kg |
| 特性: ハドロンエンジン     | かくれ特性: なし         | 進化前: なし | 進化後: なし  |

伝説において「テツノオロチ」と呼ばれているポケモン。とある研究の結果、モトトカゲの未来の姿である事が判明した。
紫色のメタリックなボディを持つ機械じみたトカゲのような外見。足が噴射口のようになっており、そこから電流を出して宙に浮いたり推進力でダッシュすることが可能。冷静沈着な性格で、人間慣れしていると言う伝説のポケモンとしては珍しい気質である一方、人格までも見抜く観察力と洞察力を持ちその相手は厳しく選ぶ。眼球の色や瞳の変化のみ無機質に変化させる為、その感情を読み取るのは至難の業である。
『バイオレット』のストーリーに関わる伝説のポケモンであり、今までの伝説のポケモンと違いストーリー序盤で主人公の仲間になる。登場時で「ライドフォルム・リミテッドモード」という戦闘が参加できない状態にあり、ライドわざも使用できないが、ストーリーを一定以上進めることでライドわざや他のライドフォルムが解放され、最終的には力を全て取り戻し、真の姿である「バトルフォルム・コンプリートモード」を解放した。また、エンディングを迎えることでパルデアの大穴にあるエリアゼロからさらに別個体を1体入手可能（こちらの個体はバトルフォルムが固定でフォルムチェンジ不可）。
ライドポケモンとして使用する個体は特殊な個体扱いとなり、ライドフォルムになった時に手持ちポケモンとしてカウントされないが、バトルに参加することができない。なお、そのライドポケモンの個体はボックスに預ける・逃がすことができず、他のソフトに転送することもできない。
ライドフォルム・ドライブモード
ライドポケモンとして使用した時の姿。尻尾と喉がタイヤのように変形したリングにエネルギーを発生させて進む。初期状態だと移動速度を十分に発揮することができず、低い段差にしか登ることができないが、レジェンドルートにて秘伝スパイスを使ったサンドウィッチを食べさせることでライドわざ「ダッシュ」、「大ジャンプ」、「崖のぼり」が解放される。
ライドフォルム・フロートモード
秘伝スパイスを使ったサンドウィッチを食べさせることで解放された姿のひとつ。その形態でライドわざ「なみのり」が使用可能。リングを回転させるだけではなく、脚部にある噴射口からジェット噴射させ、水上を走り抜ける。
ライドフォルム・グライドモード
秘伝スパイスを使ったサンドウィッチを食べさせることで解放された姿のひとつ。その形態でライドわざ「かっくう」が使用可能。頭のアンテナが伸びてエネルギーの膜を張り、空を滑空することができる。
バトルフォルム・コンプリートモード
戦闘時のフォルム。地上にいる相手に対し、常に有利な位置に浮遊して牽制する。爪や牙の攻撃は電気を帯び、更に尻尾を叩きつける時は内部器官で発生させたエネルギーを使って、如何に頑丈な体を持つ相手であろうと一撃で気絶させる。
専用特性の「ハドロンエンジン」はエレキメイカーの効果に加えて、エレキフィールドの時には特攻が1.33倍に上がる効果が付与されたものである。専用技の「イナズマドライブ」は変形しながら超高速で走行し、未知なる電撃で相手を貫くでんきタイプの特殊技で、効果抜群時には威力が1.3倍になる。
テレビアニメ版では第7シリーズ第138話（『めざせポケモンマスター』第2話）のおまけコーナー「愛と真実の悪を貫くロケット探検団」で初登場。バトルフォルム・コンプリートモードの姿で登場し、前回のコライドンと同様にロケット団にゲットされかけるも、真っ先に気配に気づき彼らに回り込み「10まんボルト」（発動する前は専用技の「イナズマドライブ」と同様に目が赤く発光した）で撃退した。アニメ第8シリーズ（『リコとロイの旅シリーズ』）では第3話から使用されたエンディング映像で登場（第25話まで使用）。
漫画『ポケットモンスターSPECIAL スカーレット・バイオレット編』では主人公でありグレープアカデミーの生徒でもあるバイオレット・ラングのパートナー兼ライドポケモンとして第1話から登場。

## ウネルミナモ
| 分類: パラドックスポケモン | タイプ: みず/ ドラゴン | 高さ: 3.5m   | 重さ: 280.0kg |
| 特性: こだいかっせい       | かくれ特性: なし       | 進化前: なし | 進化後: なし  |

パラドックスポケモンの一種。伝説のポケモンであるスイクンに似た姿を持つ、前傾・二足歩行のヴェロキラプトルのような姿をした謎のポケモン。
謎多き凶暴な生物。「畝る水面（ウネルミナモ）」の名はスカーレットブックに記された水の怪物からつけられた。超古代のスイクンの姿とオカルト雑誌『月刊オーカルチャー』が掲載したイラストに似た姿をしている。スカーレットブックには観測記録らしきものが残されているが「（『スカーレット』の）エリアゼロに幻のポケモンがいるならどういう見た目か」と言う想像で描かれたスケッチであり、こちらはライコウ・エンテイの特徴を併せ持ったものになっている。専用技の「ハイドロスチーム」は熱湯を相手に吹き付けるみずタイプの特殊技で、他のみずタイプと違い「ひざしが強い」状態でも威力は落ちず、逆に威力が上がる。また、こおり状態を溶かすという「ねっとう」に似た技だが、相手をやけど状態にする効果はない。
通常のプレイでは入手できず、『スカーレット』で不定期に開催される期間限定テラレイドバトル（初開催回は2023年2月28日 - 3月13日）からゲットすることができる。

## テツノイサハ
| 分類: パラドックスポケモン | タイプ: くさ/ エスパー | 高さ: 1.5m   | 重さ: 125.0kg |
| 特性: クォークチャージ     | かくれ特性: なし       | 進化前: なし | 進化後: なし  |

パラドックスポケモンの一種。伝説のポケモンであるビリジオンを機械化したような姿をした謎のポケモン。
目撃談は僅か。光り輝く剣で大木や大岩をなます斬りにしたと言う。専用技の「サイコブレイド」もその性質が活かされた技で、「エレキフィールド」状態だと威力が上がる。オカルト雑誌『月刊オーカルチャー』が取り上げた未来のビリジオンの姿と多くの特徴が一致している。バイオレットブックには観測記録らしきものが残されているが「（『バイオレット』の）エリアゼロに幻のポケモンがいるならどういう見た目か」と言う想像で描かれたスケッチであり、こちらはコバルオン・テラキオンの特徴を併せ持ったものになっている。
通常のプレイでは入手できず、『バイオレット』で不定期に開催される期間限定テラレイドバトル（初開催回は2023年2月28日 - 3月13日）からゲットすることができる。

## カミッチュ
| 分類: りんごあめポケモン        | タイプ: くさ/ ドラゴン | 高さ: 0.4m         | 重さ: 4.4kg          |
| 特性: かんろなミツ/くいしんぼう | かくれ特性: ねんちゃく | 進化前: カジッチュ | 進化後: カミツオロチ |

カジッチュの進化形のひとつ。『碧の仮面』で追加。
りんご飴のような姿をしており、頭を出しているそとッチュと尻尾を出しているなかッチュが助け合ってりんごの中で生活している。体内で作り出す蜜飴がりんごをコーティングしており、香りをふりまく蜜飴の層は相手を惑わせる。進化のためにはカジッチュに「みついりりんご」を使う必要がある。
専用技の「みずあめボム」は相手をあめまみれ状態にして3ターンの間に素早さを下げ続けるくさタイプの特殊技。また、色違いで使用した場合は色が変化する。専用特性の「かんろのみつ」は最初に出た時に相手の回避率を下げる「あまいかおり」の特性版。
『碧の仮面』の時点ではこれ以上の進化は不可能であったにもかかわらず「しんかのきせき」の効果が発揮される固有の特徴があり、その後『藍の円盤』にてさらなる進化形であるカミツオロチが登場した。
本編ではブルーベリー学園の生徒でありゼイユの弟でもあるスグリが使用し、彼のパートナーになっている。
テレビアニメ第8シリーズでは69話から登場。キタカミの里で開かれるオモテ祭りのりんご飴の屋台のポケモンとして登場。シンクロマシンでアチゲータに乗り移ったロイが炎でりんご飴を焼いてしまったことにより、入れ替わったことを見破られそうになった。

## チャデス
| 分類: まっちゃポケモン | タイプ: くさ/ ゴースト | 高さ: 0.1m   | 重さ: 1.1kg        |
| 特性: おもてなし       | かくれ特性: たいねつ   | 進化前: なし | 進化後: ヤバソチャ |

抹茶をモチーフにしたポケモン。『碧の仮面』で追加。公式動画『まっちゃポケモン「チャデス」の奇妙な物語』にて存在が判明した。ヤバチャに似た外見と生態を持つが、リージョンフォームではない全くの別種であることが最近になって判明し、その証拠にヤバチャの弱点と同じ渦巻きを持っているがこれは弱点ではない。ヤバチャと同様に贋作の「マガイモノのすがた」と真作の「タカイモノのすがた」が存在する。
はるか昔に亡くなった茶人の魂が抹茶の茶入れに宿ったことで生まれたと言い伝えられている。古い民家に好んで棲みつき、日中は冷暗所でじっとしているが、日が暮れると街中や郊外を彷徨い始める。その性格は亡くなった茶人そのもので、マナーの悪い者や食べ物を粗末にする者に抹茶の粉でできた体の一部を振りかけたり食べさせる。この抹茶には美容や壊れた物質（食器やデカヌチャンのハンマーなど）を修理する効果があるが、その代償として生気を奪うという恐ろしい効果も含まれており、後者に至っては住み着いた民家の食器を勝手に金継ぎしたりしている。
系統専用特性の「おもてなし」は登場した時に味方におもてなしをして体力を回復させるというダブルバトル専用の特性。
本編ではブルーベリー学園の生徒でありスグリの姉でもあるゼイユが「マガイモノのすがた」の個体を使用し、彼女のパートナーになっている。

## ヤバソチャ
| 分類: まっちゃポケモン | タイプ: くさ/ ゴースト | 高さ: 0.2m       | 重さ: 2.2kg  |
| 特性: おもてなし       | かくれ特性: たいねつ   | 進化前: チャデス | 進化後: なし |

チャデスの進化形。進化前にあった茶碗に茶筅立てが追加された。ポットデスを思わせる見た目をしているが全くの別種である。お茶のふりをして間違えて飲んでしまった相手の生気を吸い取ろうとするが、よくばれがち。名のある焼き物師が作った見事な茶碗に棲みつく。民家の床下や棚の奥など冷暗所を好み、日没後に獲物を探して徘徊する。頭の茶筅でかき混ぜるほどエネルギーが充填されるが、これは戦いに挑む準備である。
ポットデスと同様に本体が入っている容器の種類によるフォルムの違いがあるが、進化前のチャデスとは名称が異なり、がんさくフォルムにあたる「ボンサクのすがた」、しんさくフォルムにあたる「ケッサクのすがた」が存在する。進化するアイテムもそれぞれで違い、「マガイモノのすがた」には「ボンサクのちゃわん」、「タカイモノのすがた」には「ケッサクのちゃわん」を使用する。専用技の「シャカシャカほう」はかき混ぜたお茶の大砲を相手にかけるくさタイプの特殊技で、与えたダメージの半分の体力を回復し、たまにやけど状態にする。
本編ではブルーベリー学園の生徒でありスグリの姉でもあるゼイユがチャデスを進化する形で「ボンサクのすがた」の個体を使用し、ブルーベリー学園での戦闘からくさタイプにテラスタルさせる。
テレビアニメでは第8シリーズにて69話からゼイユのポケモンとして「ボンサクのすがた」の個体が登場。「シャカシャカほう」で体力を回復しつつキャプテンピカチュウを追いつめるも、トドメに放った「シャカシャカほう」をかわされた直後の「かみなりパンチ」を食らい敗北。声優は緒方祐奈。

## イイネイヌ
| 分類: けらいポケモン | タイプ: どく/ かくとう | 高さ: 1.8m   | 重さ: 92.0kg |
| 特性: どくのくさり   | かくれ特性: ばんけん   | 進化前: なし | 進化後: なし |

二足歩行の緑肌の犬の姿をしたポケモン。『碧の仮面』で追加。
過去にキタカミの里を守ってくれた英雄「ともっこさま」の一匹。首についた毒素の鎖で全身の筋肉が刺激され、逞しい体に変貌した。すぐ頭に血が上ってしまう荒くれ者で、首の鎖を振り回しなんでも叩き潰す。
元々は違うポケモンで体は小さく力も弱かったが、剛くなりたいと欲したため毒の鎖の効果によって強靭な肉体を手に入れた。また、スイリョクタウンの村人曰く「崇めると優しい気持ちが宿り対人関係が良好になる」という。
しかし、ともっこさまの実態は遠い昔に善良なるオーガポンから仮面を奪った欲深きポケモンであり、当時のキタカミの里の人々は命をかけて鬼を退けたポケモンと誤解し、以来ともっこさまは代々人々に崇められ、逆にオーガポンはシナリオ中で見ることとなるとある怪談の題材にさせられるなど忌み嫌われるようになった。その後スグリの奔走によって現代の住民の誤解が解け、人々はともっこ信仰からオーガポン信仰へとシフトしていった。
モモワロウが最初に「くさりもち」で家来にしたポケモンであり、モモワロウの指示で老夫婦が欲しいものを集めさせていた他、オーガポンのお面を手に入れる旅にも共に同行していた。
以下の2体であるマシマシラ、キチキギスも含め、ともっこさまは全て攻撃を当てるとたまに猛毒状態にする専用特性の「どくのくさり」を持つ。また、オスしか存在しない。

## マシマシラ
| 分類: けらいポケモン | タイプ: どく/ エスパー | 高さ: 1.0m   | 重さ: 12.2kg |
| 特性: どくのくさり   | かくれ特性: おみとおし | 進化前: なし | 進化後: なし |

青肌の猿（ましら）の姿をしたポケモン。『碧の仮面』で追加。
過去にキタカミの里を守ってくれた英雄「ともっこさま」の一匹。能力を引き出す毒素でできた鎖に脳を刺激され、サイコパワーが開花したことで、安全な場所から強烈な目眩を引き起こす念力を放って相手を翻弄する。
元々は違うポケモンで要領が悪く頭も弱かったが、賢くなりたいと欲したため毒の鎖の効果によって聡明な頭脳とサイコパワーを手に入れたという。また、スイリョクタウンの村人曰く「崇めると才能や財産が増したような感覚になる」という。
モモワロウが二番目に「くさりもち」で家来にしたポケモンであり、サイコパワーによる予知能力で少し先の未来を見る事で危機を回避して行ったという。

## キチキギス
| 分類: けらいポケモン | タイプ: どく/ フェアリー | 高さ: 1.4m   | 重さ: 30.1kg |
| 特性: どくのくさり   | かくれ特性: テクニシャン | 進化前: なし | 進化後: なし |

茶肌の雉（きぎす）の姿をしたポケモン。『碧の仮面』で追加。
過去にキタカミの里を守ってくれた英雄「ともっこさま」の一匹。体に巻きついた鎖から出る毒素の刺激で美しい姿と声を手に入れた。艶やかな翼を羽ばたかせてフェロモンを振りまき、人やポケモンを蠱惑に魅了する。
元々は違うポケモンで羽は短く色もくすんでいたが、美しくなりたいと欲したため毒の鎖の効果によって秀麗な容姿を手に入れたという。また、スイリョクタウンの村人曰く「崇めると運気が上がりいいことばかり起きる」という。
モモワロウが三番目に「くさりもち」で家来にしたポケモンであり、戦力が不足していて不安だった事から魅惑のフェロモンで心を奪う力を見込みキタカミの里に向かう際に最後に仲間にしたという。
鳥モチーフでありながらどく・フェアリータイプであり、ひこうタイプではないが、技は覚えられる。雉モチーフで派手な見た目であり、イイネイヌとマシマシラと同様にオスしか存在しない。

## オーガポン
| 分類: おめんポケモン | タイプ: くさ/ 本文参照 | 高さ: 1.2m   | 重さ: 39.8kg |
| 特性: 本文参照       | かくれ特性: なし       | 進化前: なし | 進化後: なし |

鬼の面をつけた伝説のポケモン。『碧の仮面』で追加。
いたずら好きで好奇心旺盛でもあり、昔は村の食料を勝手に盗み食いしたり、興味を惹かれた道具を盗んだりしていたようである。持たせた仮面によってタイプや特性が変化する。メスしか存在せず、性格は「さみしがり」で固定される。また、ゲームではシナリオの進行上によりテラレイドバトルと同様にボールの種類や性能に関係なく必ず捕獲でき、ボールがない場合はそのままモンスターボールが1個追加される。
テラスタルすると仮面が巨大化し、特性が「おもかげやどし」に変化する。テラスタイプも持たせた仮面に依存し、特性「おもかげやどし」により仮面に応じて特定の能力が上がる。そのため、チャンプルタウンの宝食堂においてテラピースでテラスタイプを変更することはできない。
専用技の「ツタこんぼう」はツタを巻き付けた棍棒で殴る急所に当たりやすい物理技で、持たせた仮面に応じたタイプで攻撃する。テラスタル時の専用特性の「おもかげやどし」は思い出を心に宿すことで仮面を輝かせ、場に出た時に持たせた仮面に応じて特定の能力が上がる。
みどりのめん
タイプ：くさ、特性：まけんき。
通常の姿。くさタイプにテラスタルし素早さが上がる。野生として戦闘する際は「碧の仮面 オーガポン」という名前になる。
植物のエネルギーを引き出し、俊敏な身のこなしと蹴り技で相手を翻弄する。
かまどのめん
タイプ：くさ・ほのお、特性：かたやぶり。
かまどのめんを持たせた時の姿。ほのおタイプにテラスタルし攻撃が上がる。野生として戦闘する際は「竈の仮面 オーガポン」という名前になる。
竈で燃えさかる炎のように激しく敵を攻めたてる最も攻撃的で、炎の力を引き出す姿。トゲのついたツタを槍のように操り貫く。
いどのめん
タイプ：くさ・みず、特性：ちょすい。
いどのめんを持たせた時の姿。みずタイプにテラスタルし特防が上がる。野生として戦闘する際は「井戸の仮面 オーガポン」という名前になる。
滾滾と湧き出る水のように絶え間なく技を繰り出し続ける攻守に優れ、水の力を引き出す姿。 蹴り技とツタによる打撃を途切れなく仕掛け続ける。
いしずえのめん
タイプ：くさ・いわ、特性：がんじょう。
いしずえのめんを持たせた時の姿。いわタイプにテラスタルし防御が上がる。野生として戦闘する際は「礎の仮面 オーガポン」という名前になる。
家を支える礎のようにどっしりと衝撃を受け止める守りに秀で、岩の力を引き出す姿。頑丈な石の体であらゆる攻撃から身を守る。
2023年の青森ねぶた祭では、ピカチュウと共演した山車が登場した。
デザインはありがひとしが担当した。

## ブリジュラス
| 分類: ごうきんポケモン          | タイプ: はがね/ ドラゴン | 高さ: 2.0m           | 重さ: 60.0kg |
| 特性: じきゅうりょく/がんじょう | かくれ特性: すじがねいり | 進化前: ジュラルドン | 進化後: なし |

ジュラルドンの進化形。『藍の円盤』で追加。
普段は胴体を逸らせているが、ピンチになると四つん這いになることで動きが鈍くなるのを引き換えに重心を安定させる。この時の姿が鉄橋の様に見える。手足の末端に静電気を集めて充填することで、本来体内に生成されない電気エネルギーを強力なビームとして放つ。専用技の「エレクトロビーム」はその性質を活かした技で、1ターン目に電気を溜めて特攻を上げ、2ターン目に発射するでんきタイプの特殊技。天気が雨の時は1ターンで発射する、雨専用「ソーラービーム」と「メテオビーム」が合わさったような効果。
進化前同様外見の割に体重が軽いが、前述の通り四つん這いになると動きが鈍くなる。身体は頑丈で、うっかり落盤に巻き込まれても平気である。普段は山の中で穴を掘って餌を探している。
進化のためにはジュラルドンに「ふくごうきんぞく」を使用する必要がある。また、『ソード・シールド』のキョダイマックスのジュラルドンは『スカーレット・バイオレット』に連れていけない。
本編ではブルーベリー学園の生徒でありブルベリーグ四天王の一人でもあるカキツバタが使用し、ドラゴンタイプにテラスタルさせる。また、彼のパートナーになっている。

## カミツオロチ
| 分類: りんごオロチポケモン        | タイプ: くさ/ ドラゴン | 高さ: 1.8m         | 重さ: 93.0kg |
| 特性: かんろなミツ/さいせいりょく | かくれ特性: ねんちゃく | 進化前: カミッチュ | 進化後: なし |

カミッチュの進化形。『藍の円盤』で追加。
本体のリンゴはさらに巨大化しており、中にいるのも7匹の「オロチュ」に変わっている。角の生えたリーダーが常時顔を出しており、その他角のない4体のオロチュが時折顔を覗かせる他、しっぽ担当も2体になっている。しかし、構成されているオロチュはどの個体も非常に気まぐれであり、その気持ちが合わないと本来の力を発揮できない。専用技の「きまぐレーザー」にもその性質は現れており、30%の確率で仲間との同時攻撃となり威力が倍になるドラゴンタイプの特殊技。なお強化された場合は技エフェクトも変化する。
カミッチュにわざマシンで「ドラゴンエール」を習得させてレベルアップすることで進化する。そのため、自力で進化させるには少なくともカキツバタを倒す必要がある。
本編ではブルーベリー学園の生徒でゼイユの弟でもあり元ブルベリーグチャンピオンだったスグリがカミッチュを進化させる形で使用し、かくとうタイプにテラスタルさせる。

## ウガツホムラ
| 分類: パラドックスポケモン | タイプ: ほのお/ ドラゴン | 高さ: 3.5m   | 重さ: 590.0kg |
| 特性: こだいかっせい       | かくれ特性: なし         | 進化前: なし | 進化後: なし  |

パラドックスポケモンの一種。伝説のポケモンであるエンテイに似た姿を持つ、トリケラトプスやスティラコサウルスを思わせる風貌をしている謎のポケモン。『藍の円盤』で追加。
目撃例はごく僅か。頭部から火柱を噴き暴れる姿の短い映像のみ残っており、炎と結びつきが近いような噂が囁かれている。化石から復元されたエンテイとオカルト雑誌『月刊オーカルチャー』が掲載した怪しいポケモンに似ている。
専用技の「かえんのまもり」は頭部の体毛から炎を出して攻撃を守りつつ、接触した相手をやけど状態にするほのおタイプの変化技の一つである守り系の技で、変化技は防げない。
テレビアニメ版第8シリーズ（『リコとロイの旅シリーズ』）78話でブライアからスカーレットブックに記された挿し絵（ライコウ、エンテイ、スイクンの3種を混合したような姿のポケモン）と、エンテイらしき姿が目撃された事が判明し、PVにおいて登場する事が判明。81話では実物が登場し、六英雄の一体であると判明。ルシアスから外見が似ていることから「エンテイ」と呼ばれていた。声優は三宅健太。使用技は「かえんのまもり」「ほのおのキバ」「りゅうのはどう」「だいふんげき」。

## タケルライコ
| 分類: パラドックスポケモン | タイプ: でんき/ ドラゴン | 高さ: 5.2m   | 重さ: 480.0kg |
| 特性: こだいかっせい       | かくれ特性: なし         | 進化前: なし | 進化後: なし  |

パラドックスポケモンの一種。伝説のポケモンであるライコウに似た姿を持つ、竜脚類やキリンのような外見をした謎のポケモン。『藍の円盤』で追加。
長い首の先にある体毛から雷を放ち辺りを焼き尽くすと言われているが、その詳細は不明。オカルト雑誌『月刊オーカルチャー』が取り上げて短い間話題になったライコウの祖先に似ている。専用技の「じんらい」は相手が攻撃技を選択した時のみに成功する先制攻撃が可能のでんきタイプの特殊技で、相手が攻撃技でないと失敗する「ふいうち」の特殊でんきタイプ版。

## テツノイワオ
| 分類: パラドックスポケモン | タイプ: いわ/ エスパー | 高さ: 1.5m   | 重さ: 162.5kg |
| 特性: クォークチャージ     | かくれ特性: なし       | 進化前: なし | 進化後: なし  |

パラドックスポケモンの一種。伝説のポケモンであるテラキオンを機械化したような姿をした謎のポケモン。『藍の円盤』で追加。
金属質のボディらしく、名前は古い本に記された謎の物体からつけられた。左右の角から放つ光を円形の刀剣のような形状に変形させ、相手を突き刺して攻撃する。悪の組織に改造されたテラキオンとオカルト雑誌『月刊オーカルチャー』がとりあげたポケモンに似ている。
専用技の「パワフルエッジ」は角から放つ光を相手に突き刺すいわタイプの物理技で、「まもる」や「みきり」などの守る系の技を無視できる「フェイント」に似た効果。

## テツノカシラ
| 分類: パラドックスポケモン | タイプ: はがね/ エスパー | 高さ: 1.6m   | 重さ: 156.0kg |
| 特性: クォークチャージ     | かくれ特性: なし         | 進化前: なし | 進化後: なし  |

パラドックスポケモンの一種。伝説のポケモンであるコバルオンを機械化したような姿をした謎のポケモン。『藍の円盤』で追加。
S字型に発光する特徴的なツノから撃ち出される光る刃で辺りの全てを切り裂いたと言われているが、他に情報はなく正体は不明。コバルオン型の最新兵器とオカルト雑誌『月刊オーカルチャー』が紹介した謎の物体に似ている。
専用技の「タキオンカッター」はその性質を活かした技で、必ず相手に命中する2回連続攻撃のはがねタイプの特殊技。

## テラパゴス
| 分類: テラスタルポケモン | タイプ: ノーマル | 高さ: 本文参照m | 重さ: 本文参照kg |
| 特性: 本文参照           | かくれ特性: なし | 進化前: なし    | 進化後: なし     |

カメのような姿をした伝説のポケモン。『藍の円盤』で追加。『藍の円盤』および『ゼロの秘宝』全体のラストボス。
スカーレットブックならびにバイオレットブックの最後のページにところどころ黒塗りで記されていた「円盤のポケモン」の正体であり、3つのフォルムを持っている。
テラスタルのおおもとになったポケモンであり、エネルギーを硬い結晶に変える能力で身を守っている。かつて古代のパルデアで暮らしていたが、地殻変動に巻き込まれてしまい絶滅したと考えられていた。性別はオスメス両方存在しているが、プレイヤーが捕獲できる個体はオスのみ。
その仕様上テラスタイプは「ステラ」で固定になっており、オーガポンと同様に宝食堂で他のテラスタイプに変更する事はできない。なお、「ステラ」タイプにはオーガポン以外の全てのポケモンが変更できる。専用技の「テラクラスター」は通常時はノーマルタイプだがステラフォルム時にタイプがステラになり、全てのポケモンに対して等倍、テラスタルした相手には効果抜群になる性質を持つ特殊技。なお「テラバースト」は覚えない。
ノーマルフォルム
高さ：0.2m、重さ：6.5kg、特性：テラスチェンジ。
通常時の姿で、子亀のような姿をしている。戦闘では場にだして即特性によりフォルムチェンジするため、基本的にこの姿では戦闘は行わない。
テレビアニメ第8シリーズ（『リコとロイの旅シリーズ』）では主人公の一人であるリコが持つペンダントが変化した姿としてゲーム本編に先駆けて第1話から登場。その後は第12話で一時的に姿を現してはペンダントに戻るを繰り返していたが、第23話で復活しそのまま彼女と同行する道を選び、続く第24話において彼女の祖母であるダイアナの口からペンダントは休眠状態だったことが明かされた。他にも第26話から変更されたエンディング映像にも登場。食いしん坊で好奇心が強く、人間に対する警戒心もないが、ラクリウムやアメジオ（ギベオンの孫であるため）には強い警戒心を抱く。また、第23話ではテレビ放送時の字幕放送にて「コダイカメ」と表記されたが、後に公式にて誤りがあり、正式名でないことが明かされた。ニックネームは「パゴゴ」であり、75話でリコにゲットされてからもそう呼ばれるようになった。声優は長らく明かされていなかったが、82話のポケモンゼミにてロイ役の寺崎裕香が担当していることが判明した。
”藍の円盤” テラスタルフォルム
高さ：0.3m、重さ：16.0kg、特性：テラスシェル。
戦闘時の姿で、ウミガメのような姿をしている。危険を察知すると、テラスタルの結晶で頑丈な甲羅を作り出してこの姿になる。その甲羅は相手の技を受けるとエネルギーを吸収して自分のものにしてしまう。専用特性の「テラスシェル」もその性質が活かされており、HPが最大の時に受ける全ての攻撃の相性を「いまひとつ」に変化させる。
本編ではスグリが第1形態として使用。
テレビアニメ第8シリーズ（『リコとロイの旅シリーズ』）では第26話から変更されたオープニング映像で本編よりも先に登場。
”ゼロの秘宝” ステラフォルム
高さ：1.7m、重さ：77.0kg、特性：ゼロフォーミング。
テラスタル化した際の姿。テラスタルフォルムが六角形で出来た亀形の台座の上に乗り、本体の上には「ステラテラスタルジュエル」というノーマルフォルムのテラパゴスそっくりな形の宝石を抱いた、亀の三段重ねのような姿をしている。地底に埋もれた姿はまるで宇宙に浮かぶ星のようだと古い探検記に記されており、古代人が考えた姿によく似ている。スカーレット（バイオレット）ブックに登場するテラパゴスもこの姿で描かれている。しかし、実際はテラスタルエネルギーの異常増幅によって変貌してしまった姿である。専用特性の「ゼロフォーミング」はテラスタル発動時に天候を元に戻し、さらに展開されたフィールドも破壊する効果を持つ。なお、一度手持ちに戻して再び出してもこの特性は発動しない。
本編では第2形態として登場。テラレイドバトルに近い形式での戦闘となり、前半はゼイユ、後半は正気を取り戻したスグリとタッグを組んで戦う。戦闘は4つの段階に分かれており、戦闘開始時と途中の2回の計3回展開されるテラスタルシールドが破られるたびに次の段階に移行し、段階ごとに敵のタイプも変わる。主人公のテラスタルは2回攻撃するたびに発動可能になるが、第二・第三段階移行時にはこちらのテラスタルが強制解除される。なお、ボールの種類や性能に関わらず必ず捕獲することができる。ゲット後は大空洞のエネルギーによって以降テラスタルオーブをチャージする必要がなくなる（テラレイドバトルを除く）。また、テラリウムドームにステラタイプにテラスタルした野生ポケモンが解き放たれ、それらの捕獲が可能となる。

## モモワロウ
| 分類: しはいポケモン | タイプ: どく/ ゴースト | 高さ: 0.3m   | 重さ: 0.3kg  |
| 特性: どくくぐつ     | かくれ特性: なし       | 進化前: なし | 進化後: なし |

桃のような姿をした幻のポケモン。桃の中にいる桃太郎の姿をした小人が本体。
桃の部分は毒の貯蔵庫であり、その中で欲望と能力を引き出す毒素の餅「くさりもち」を作り、食べた人間やポケモンを毒の鎖で操る。また、泣き真似をして同情を買うなど弱々しい赤子を振舞うといった狡賢い一面も持つ。
はるか昔、善良な老夫婦にわが子同然に育てられたポケモンで、育ててくれた夫婦に恩返しのためにプレゼントを用意していた。そんなある日、祖父母に「お面が欲しい」と言う願いをかなえるため、家来のともっこ達を引き連れて野山や海を越えてキタカミの里へやって来て、オーガポンのお面を奪おうとするも、返り討ちに遭い仲間・老夫婦の幸せ・楽しかった思い出を失い、閉じこもってしまう。現在は桃沢商店の置物に擬態した状態で飾られていたが、長きにわたる休眠の末に甦り、キタカミの人々をはじめ、来訪した主人公の仲間たちをもくさりもちで操り、主人公とスグリのタッグを苦しめる。最後はすべての刺客を倒した主人公に追い詰められバトルすることになり、この時はオーガポンやテラパゴス同様にボールの種類や性能に関係なく必ずゲットできる。これにより操られた人々も元に戻った。
また、ともっこやオーガポン、テラパゴスと違い性別は存在せず、性格は「おくびょう」で固定されている。
専用技の「じゃどくのくさり」は毒の鎖を巻き付けて蝕むどくタイプの特殊技で、高確率でもうどく状態にする。専用特性の「どくくぐつ」はどく状態になった相手をこんらん状態にもする。
『スカーレット・バイオレット』では、ふしぎなおくりもの（インターネット経由）で「まぼろしモモン」を入手し、かつ本編及びDLC「ゼロの秘宝」をクリアしていると、DLC番外編「キビキビパニック」がプレイ可能となり、モモワロウを入手できる。ゲット後はブルーベリー学園の特別講師に主人公の仲間たちが追加される。